# Capol (Adelsgeschlecht)

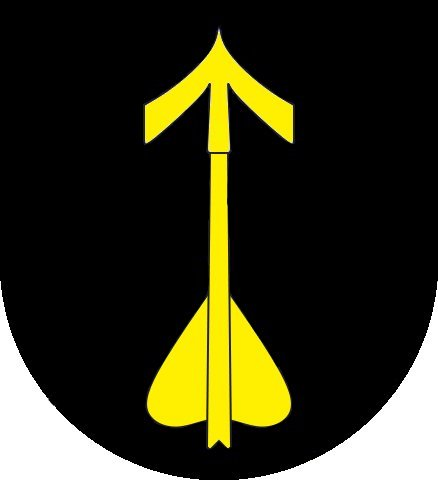
Wappen derer von Capol

Capol bezeichnet ein altes Schweizer Geschlecht aus dem Kanton Graubünden mit den nachweisbaren Namensvariationen Ca Pawli, Capowli, Capal, de Cappal, a Capaulis, de Capaulo. de Cappaul, Capalus. Capoll, Cappol, Capoal, Capaul und de Capol. Der Familienname Ca Pawli ist die älteste Bezeichnung.

## Herkunft des Namens
Der ursprüngliche Name Ca Pawli bedeutet Haus des Paul. Die Capol benutzten auch die latinisierte Form a Capaulis (siehe den Grabstein von Benedikt von Capol am Eingang zur reformierten Kirche in Flims). Die Capols werden in alten lateinischen Schriften auch mit Capalus bezeichnet.

## Herkunft der Familie
Die Familie wird erstmals 1377 in Rueun als Besitzerin eines Hofes und 1410 in Flims mit einem bäuerlichen Eigengut erwähnt. Sie gehörte zum freien Bauernstand wie die Freien von Laax. Diese stammten von sächsischen Germanen ab, welche im Zuge von karolingischen Umsiedelungen angesiedelt wurden.

## Kapol
Unter dem ungarischen König Ludwig I. hatte sich um 1377 ein Johann v. Kapol bei Halitsch als ritterlicher Woiwode und Markgraf ausgezeichnet. Zwischen den Familien von Kapol und den Familien von Capol sind die genealogischen Beziehungen noch unerforscht. Eine direkte Beziehung konnte noch nicht nachgewiesen werden, gilt aber als wahrscheinlich.

## De Capaulo
In der Cartula Donationis der Kartause von Calci (IT) wird am 18. September 1111 ein Capaulo erwähnt: "Giovanni del fu Opizo dona a Berta del fu Pietro la metà di tutti i suoi beni, e riceve da Capaulo, per conto della suddetta Berta, un anello d’argento.". Bei den Brüdern des Kapuziner Konvents von Santa Margherita Ligure (IT) wird um 1315 ein Paulus de Capaulo aus Venedig erwähnt. Ein Sebastian von Capaulo wird als Kapuziner bzw. Provikar in der Geschichte des tirolischen kapuziner-ordens-provinx (1593–1893) erwähnt. Verschiedentlich werden die Capol mit de Capaulo in Urkunden benannt: Osvaldus de Capaulo, Volffgang de Capaulo, Susanna de Capaulo, Henriercus de Capaulo, Juliana de Capaulo.

## Familienchronik
Die Familienchronik des Geschlechts, die Capoliana wurde von Oberst Carl von Capoll (1847–1914) auf der Grundlage genealogischer Studien von Anton Sprecher von Bernegg-Davos zusammengestellt. Sie wird im Staatsarchiv des Kantons Graubünden aufbewahrt. Die Capolia-Saga, erschienen 2024, geht detailliert ein auf den Ursprung und die Geschichte des Geschlechtes.

## Münstertaler Capol

Chasa Capol Sta. Maria

Der Familienname Capol erscheint um 1522 in Sta. Maria im Münstertal. Hier lebten die Junker von Capol, welche als Regierungsstatthalter amteten. Sie residierten in der «Chasa de Capol». 1506 weilte der spätere Kaiser Maximilian I. in der Chasa de Capol.

## Flimser Capol
Die Capol amteten unter den Freiherren von Sax-Misox in der Zeit von 1371 bis 1485 in Flims. Die Capol sind das Geschlecht, das vom 15. bis zum 17. Jahrhundert fast unbestritten die Führung im Dorf behielt. Die Flimser Familie Capol wird erstmals im 15. Jahrhundert urkundlich erwähnt: In einem bischöflichen Zinslehen um 1400 werden die Capal als «gebure» bezeichnet, als freie Bauern. Freie Bauern hatten eigenen Grund und Boden, was im Mittelalter selten vorkam.
Das Ammannamt wurde 1427 in Flims eingeführt, noch bevor der Bischof von Chur 1485 die Herrschaftsrechte des Grafen Johann Peter von Sax-Misox um 4000 Gulden wieder erworben hatte. Der erste Capol, der Ammann wurde, hatte noch kein Siegel. Erst 1457 siegelte Otto Capol der Ältere mit seinem Pfeilsiegel. 1481 verkauft der verschuldete Johann Peter von Sax seine Misoxer Güter an den Mailänder Grafen Trivulzio. Als "procuratori" fungiert in einer Mailänder Urkunde Otto de Capollo fil.qm. (= filius quondam) domini Polli castelanus Verdenberg, was den Bezug dieses Dienstmannes zu seinen Dienstherren aufzeigt, die im damaligen Bistum Chur tätig sind.

## Adelstand
Die Flimser Vettern Hertli und Wilhelm von Capol erhielten am 5. Februar 1481 in Insbruck ('Innspruck') eine Adelsbestätigung ('das vor langen Jahren das Geschlecht derer von Capol edelliut und adiglich gewesen'), eine Wappenbestätigung ('Wappen und Clement confirmieren') sowie die Erhebung in den Grafenstand ('edelständlich in Kraft Grafs gemeinen Isazen') von Kaiser Friedrich III. Der Grafenstand war notwendig zur Übernahme von kaiserlichen oder fürstbischöflichen Lehen.
Eine Abschrift des ursprünglichen Adelsdiploms befindet sich im Staatsarchiv in Chur. Diese basiert auf einer vidimierten Abschrift des Originals aus dem Archiv der Salis-Soglio von 20. Juli 1757 (Andiast) sowie einer weiteren beglaubigten Abschrift von 22. März 1864 (Chur). 1489 erhielten beide schliesslich ein von Kaiser Friedrich III unterzeichneten Adelsbestätigungs- und Wappenverbesserungsbrief (ohne Grafentitelerwähnung). Das Original dieses Briefes befindet sich heute im Staatsarchiv Chur und eine Kopie im Stadtarchiv Ulm. Am 12. Juli 1669 wurde eine Abschrift des Wappenverbesserungsbrief erstellt und vom Sekretär des Fürstbischofs von Chur und dem Notar Magister Tobias Zelffe vidimiert. Auch dieser Brief wird im Stadtarchiv Ulm aufbewahrt. Einzelne Vertreter des Geschlechts führten das Prädikat Junker. Den Titel Graf verwendeten die Capols nicht.

### Flimser Sage
Die Familie Capol wird mit einer uralten Flimser Sage verbunden. Im Mittelalter kamen immer wieder Glarner über die Berge nach Flims, um Vieh zu stehlen. Als diese wieder einmal auf der Alp erschienen, begab sich der Senn an den Rand einer Felswand und blies so stark in sein Alphorn, dass sein Herz zersprang. Das Blut rann über die Felsen. Es soll noch heute sichtbar sein. Die Melodie, die er blies, heisst heute noch «Gion Paul da Flem stai si» (Hans Paul von Flims erhebe dich bzw. sei standhaft). Der aus Flims stammende Rätoromane Gian Fontana schrieb ein Gedicht über das Wappen der Capols.

## Wappen
Das Wappen wird im ersten Wappenbrief von 1481 als mit einem schwarzen Schild sowie einer Pfeilspitze (Strahl) mit einem gelben Schaft und weissen Federn gefiedert beschrieben. Das spätere verbesserte Wappen der Capol zeigt einen goldenen nach oben gerichteten Pfeil mit silberner Spitze und silbernen Flitschen auf schwarzem (oder rotem) Grund. Der Pfeil war im Mittelalter auch ein Zeichen für Macht oder Eile. Das Wappen der Capol diente lange Zeit auch Flims als Dorfwappen.
Das Wappen ist an verschiedenen Orten in Graubünden, St. Gallen und im Ausland angebracht, so unter anderem:
- Am Stadttor von Ilanz (Obertor Porta Sura)
- Im Rathaus von Chur als Wappenscheibe
- Über dem Eingang zum Rathaus von Flims und an den Epithaphen der reformierten Kirche
- In Flims am heutigen Hotel Bellevue und am Erker des Capolhauses nebenan
- Am Erker des Hauses Reichsgasse 25 / Haus Planaterra in Chur
- An einer gotischen Truhe im Landesmuseum in Zürich
- An der Decke des Swiss Rooms im Metropolitan Museum of Art in New York
- Pfarrkirche St. Maria Himmelfahrt in Degen
- An einem Leuchter in der Wirtsstube der Hofkellerei in Chur
- Über dem Tor am Schloss und im Innern von Unter-Tagstein in Masein bei Thusis
- Am Haus Tscharner in Rothenbrunnen
- In der Kirche St. Remigius in Falera
- An der Fassade der Chasa Jaura in Valchava
- An der Fassade der Chasa Capol in Müstair
- An Grabplatten im Kloster St. Johann Müstair und der Kirche von St.Maria
- An der Fassade des ehemaligen Gerichtsgebäudes am Kirchplatz von Bormio
- An der Wand im Landrichtersaal des Cuort Ligia Grischa in Trun in der Surselva
- An der Decke im Gartensaal des Schlosses Salenegg in Maienfeld
- Am Altar in der Kirche St. Luzius und Florinus mit dem Wappen der Capol, Huber und Flück in Walenstadt
- Am Altar in der Kapelle St. Wolfgang in Walenstadt

Wappenscheibe aus Holz (privat)
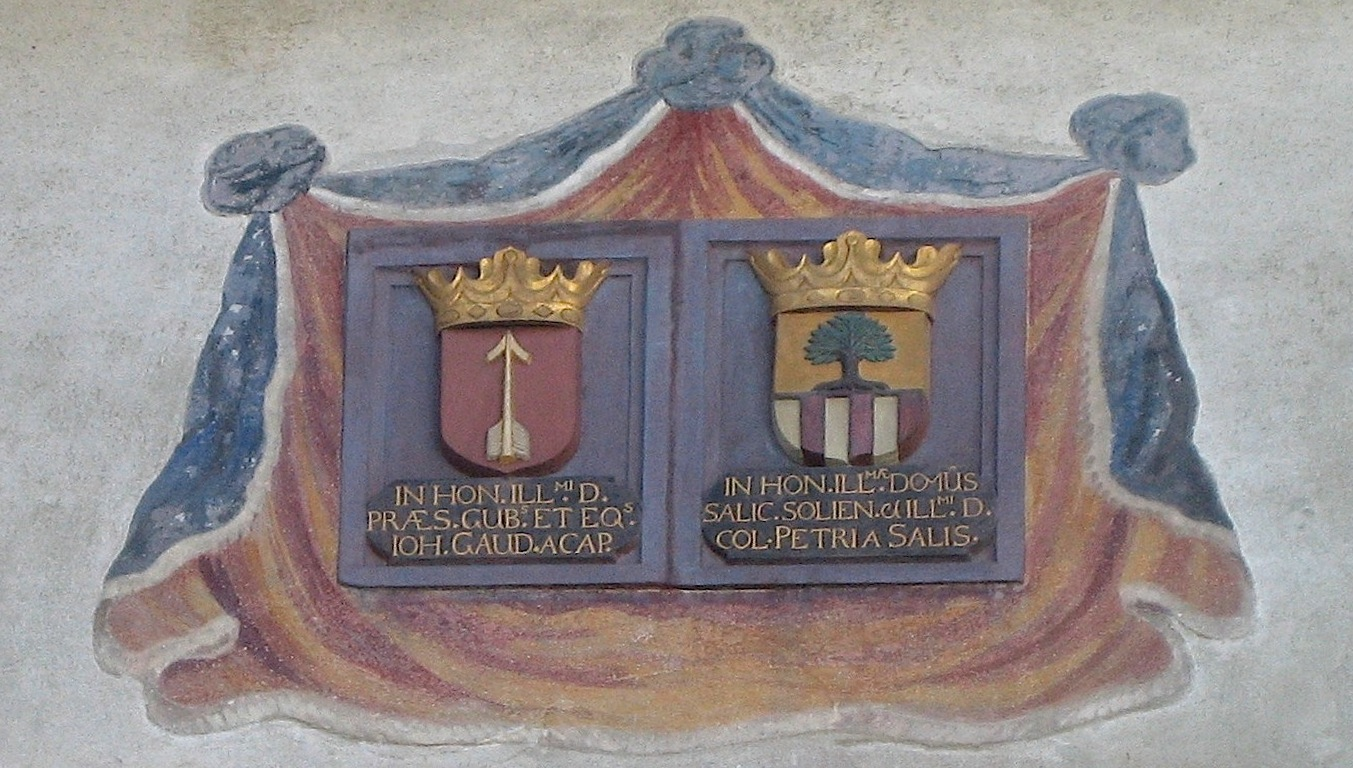
Wappen der Capol und von Salis an der Porta Sura in Ilanz
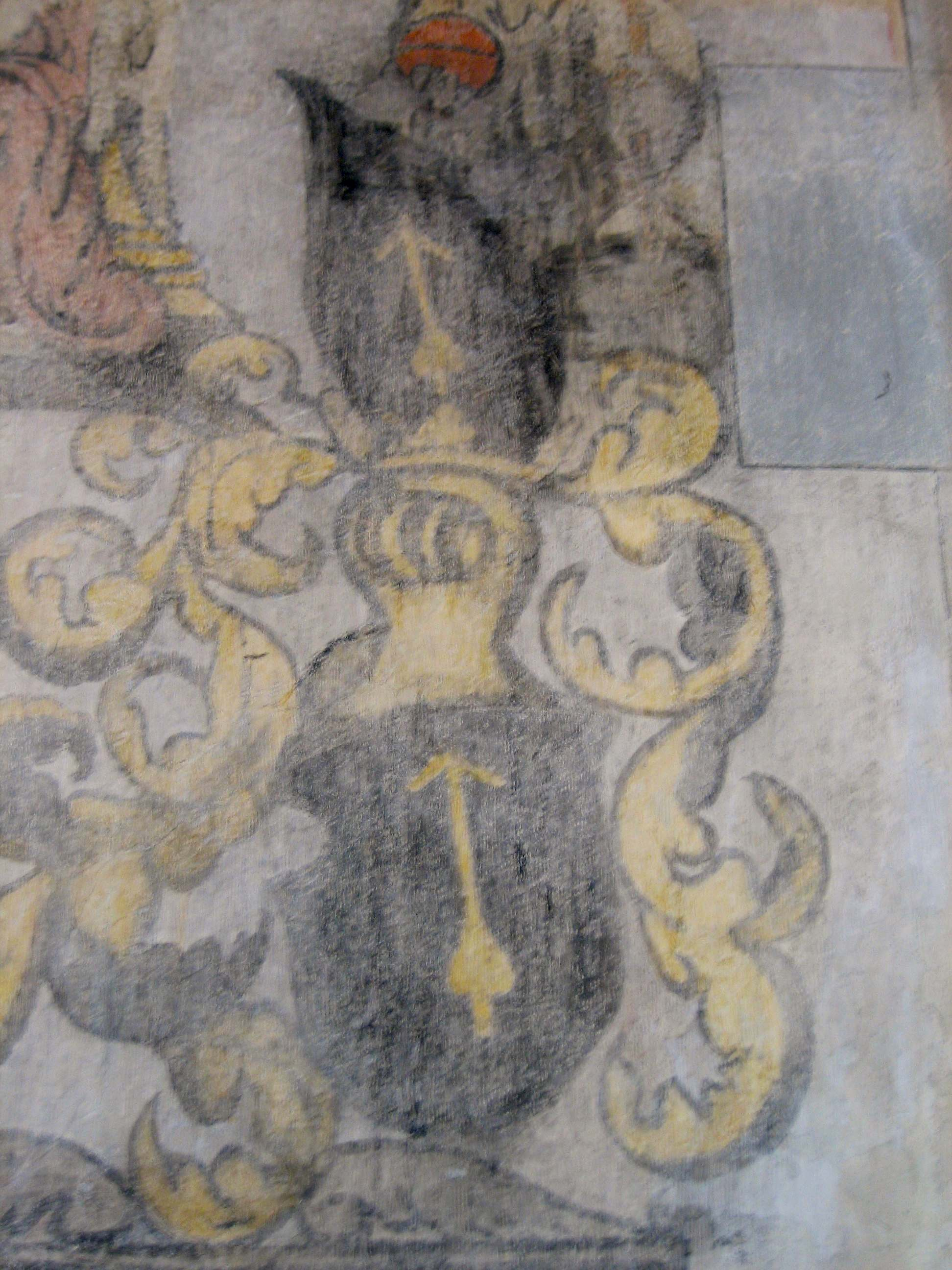
Capaul-Wappen in der Kirche von Degen
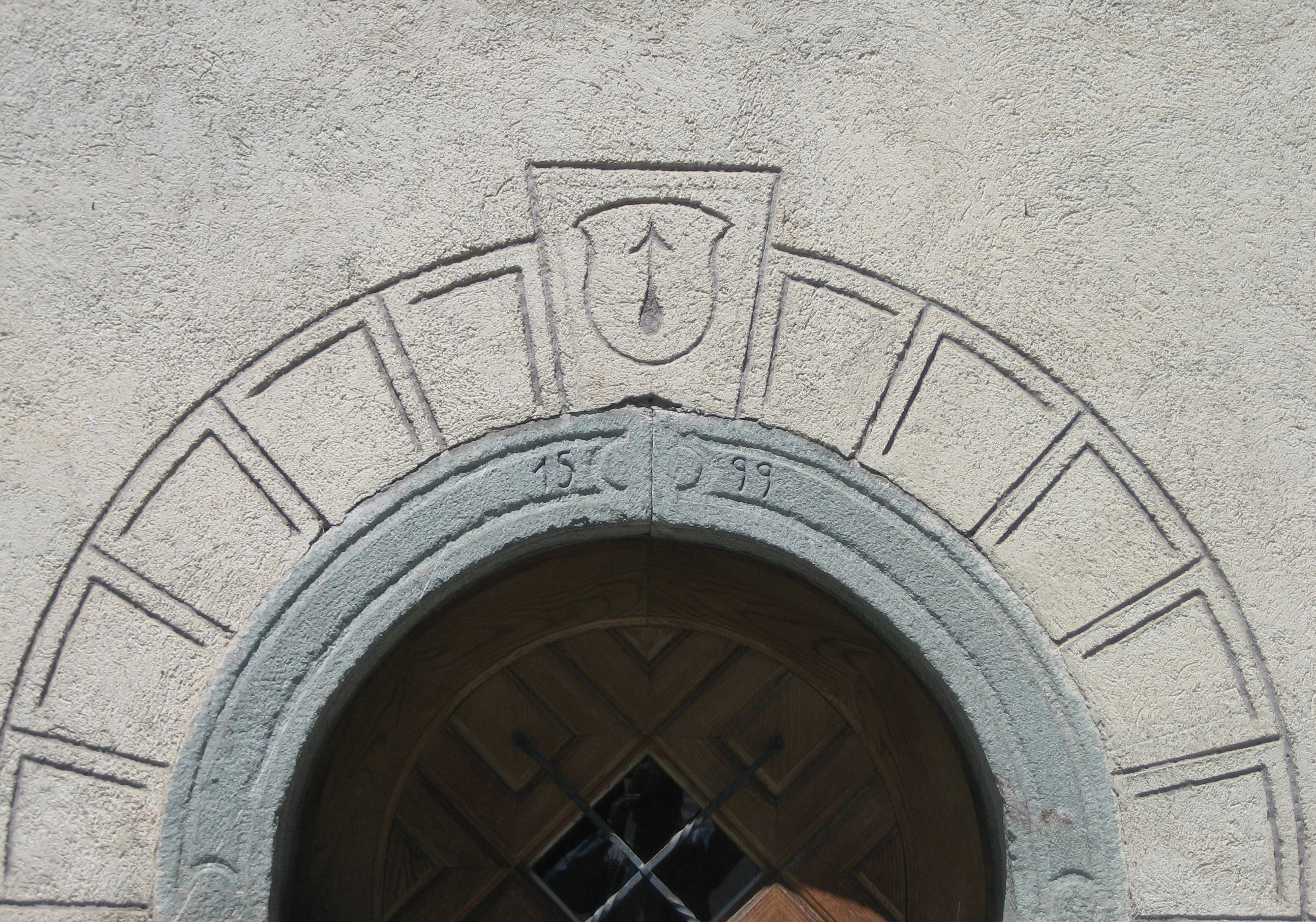
Am Eingang Haus Conrad in Andeer
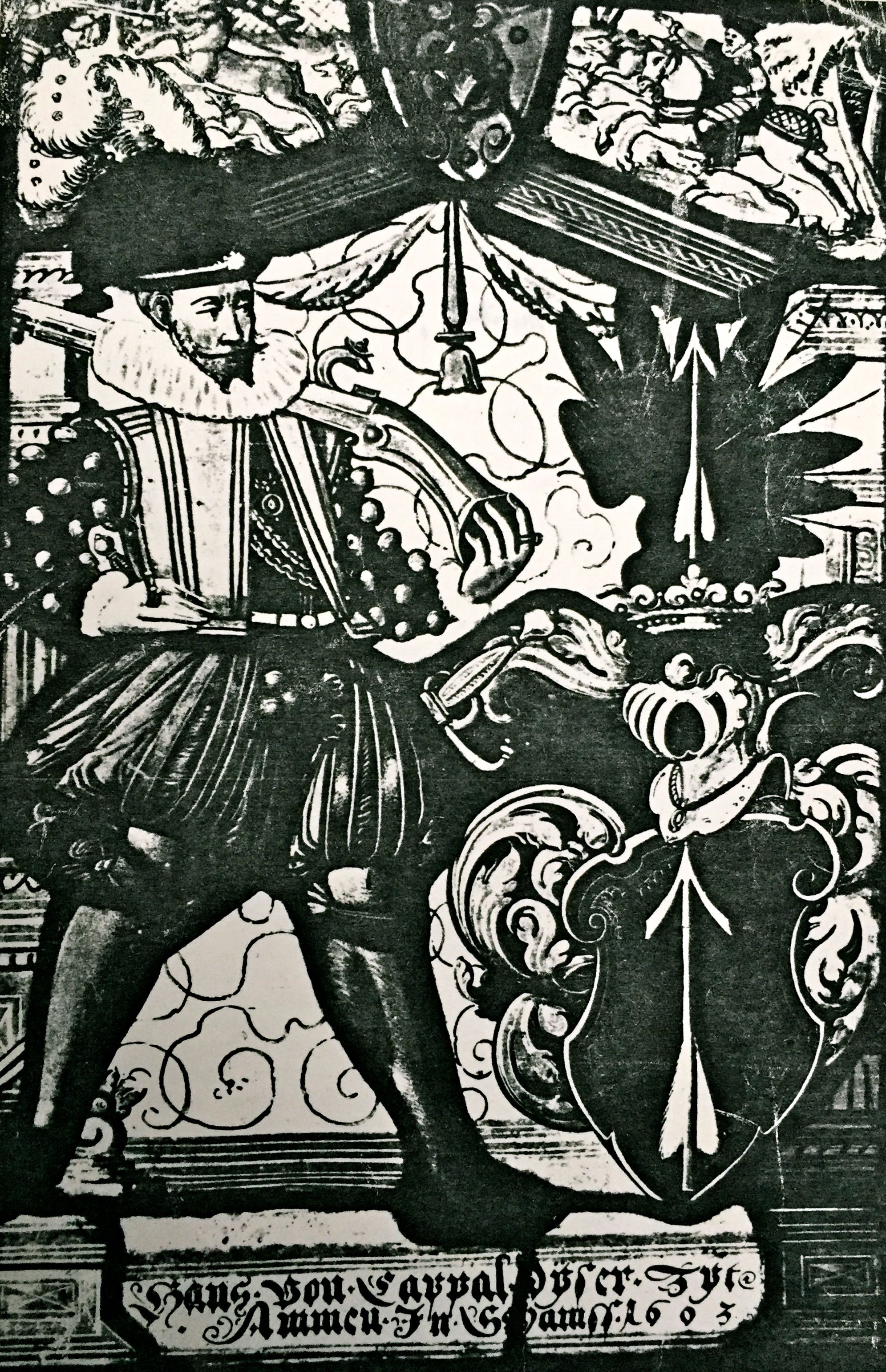
Wappenscheibe des Jägers Hans Capol aus Andeer aus dem Jahre 1603 (Repro in schwarz-weiss)
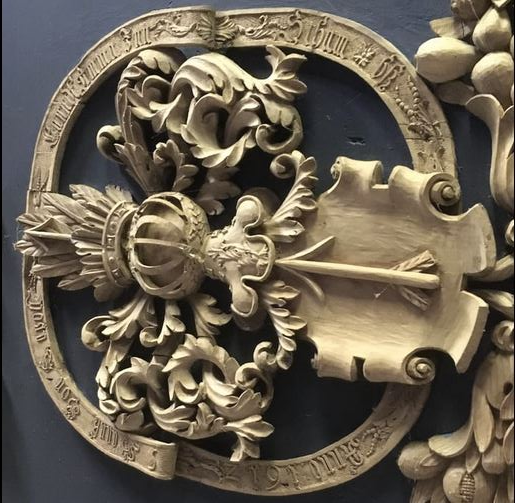
Wappen (geschnitzt) des Hans v. Capol im Hause Conrad in Andeer
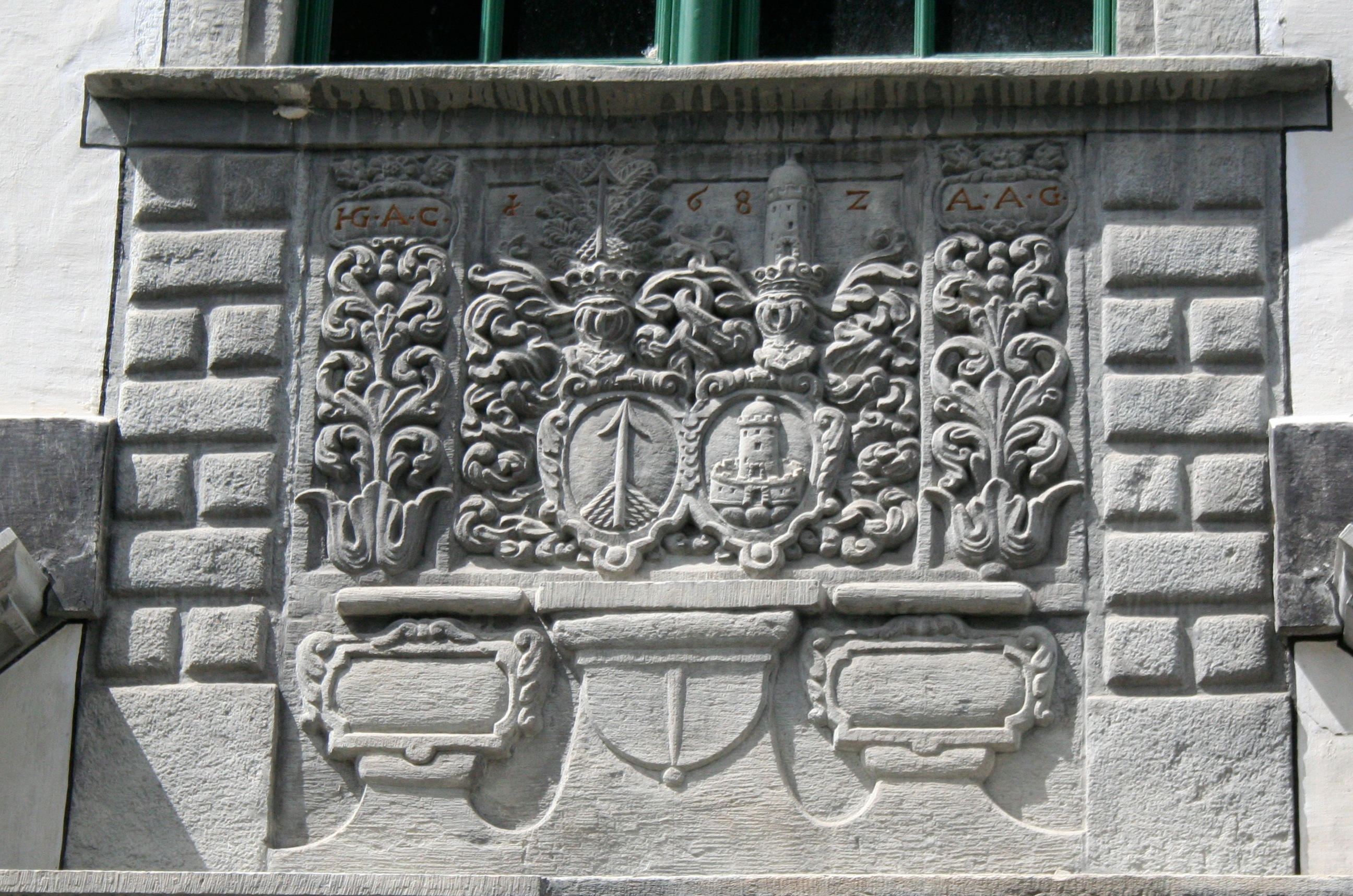
Am Rathaus von Flims
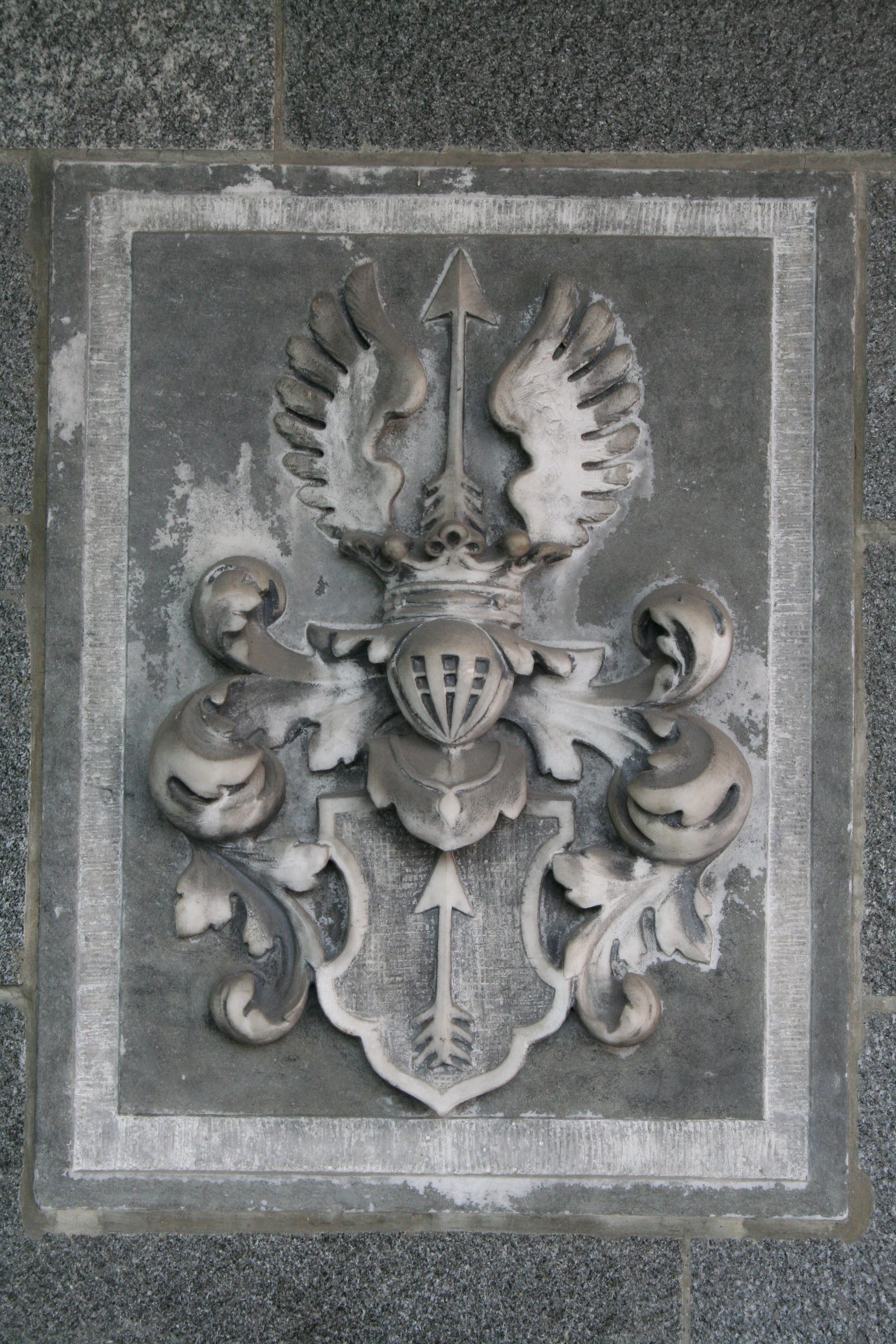
An einem Haus in Flims
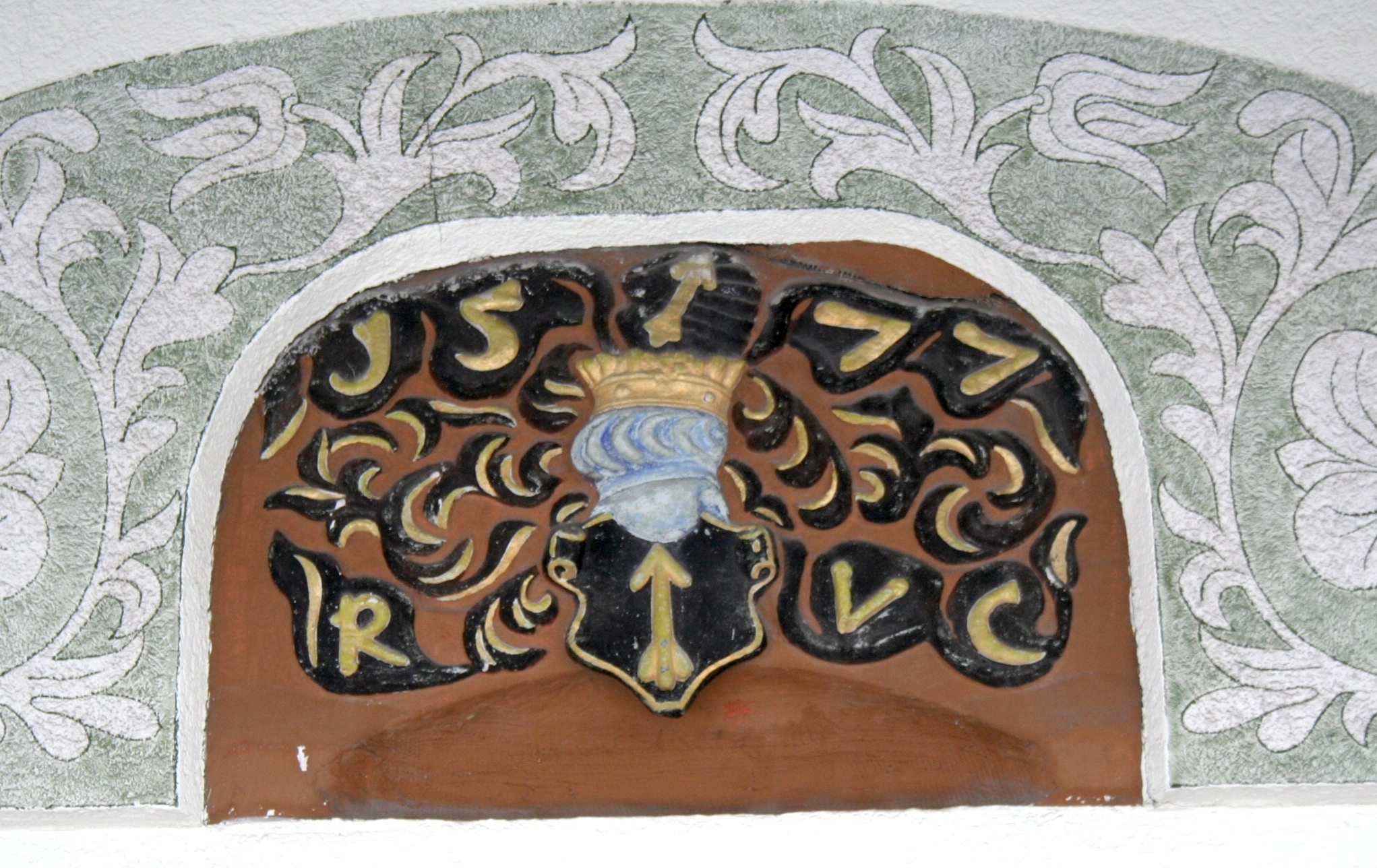
Wappen von Rigett von Capol am Eingang seines Hauses in Flims, heute Hotel Bellevue
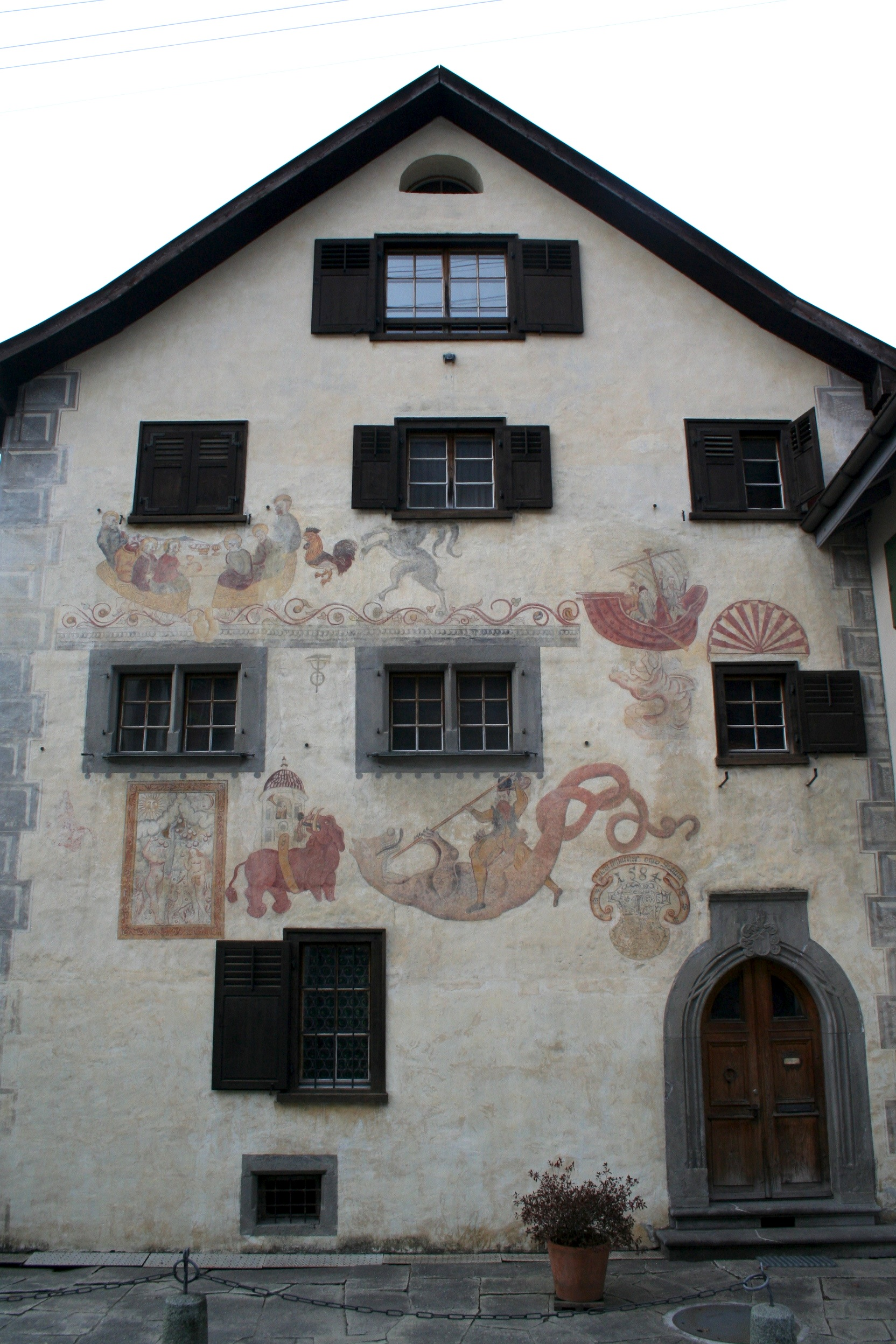
Haus Tscharner in Rothenbrunnen, erbaut v. Martin v. Capol
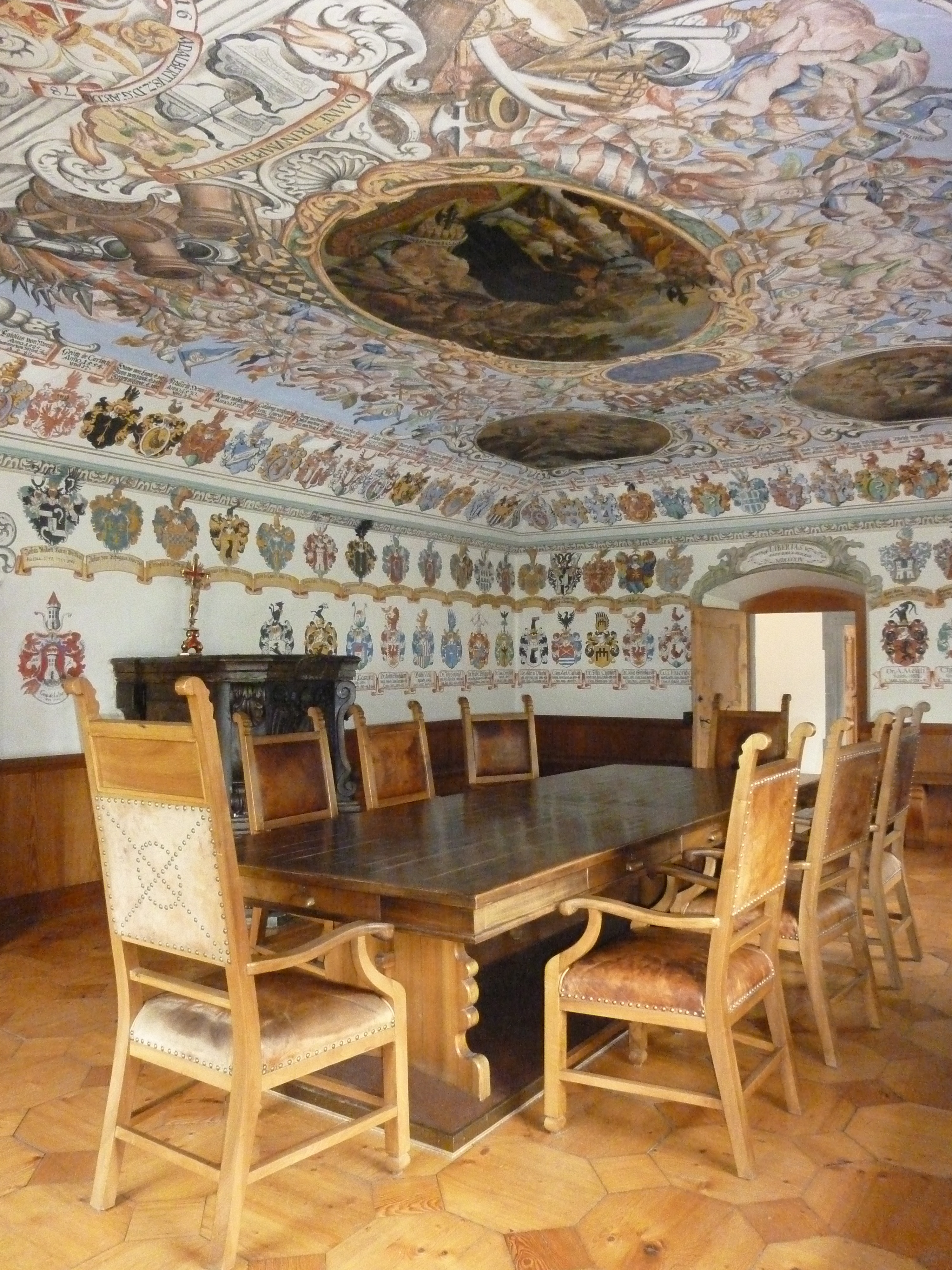
Landrichtersaal Cuort Ligia Grischa
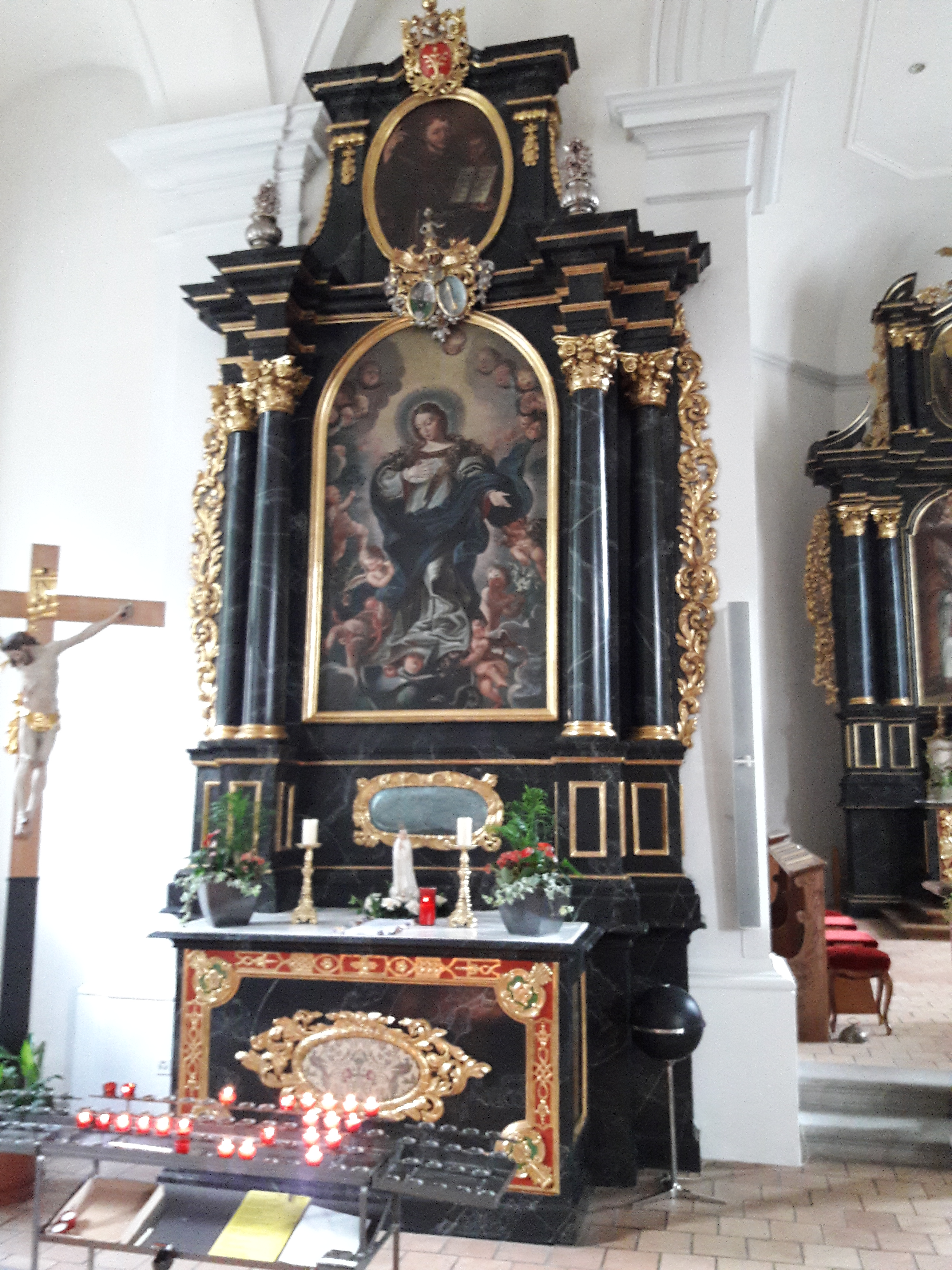
Altar in der Kirche St Luzius und Florinus mit dem Wappen der Capol, Huber und Flück in Walenstadt
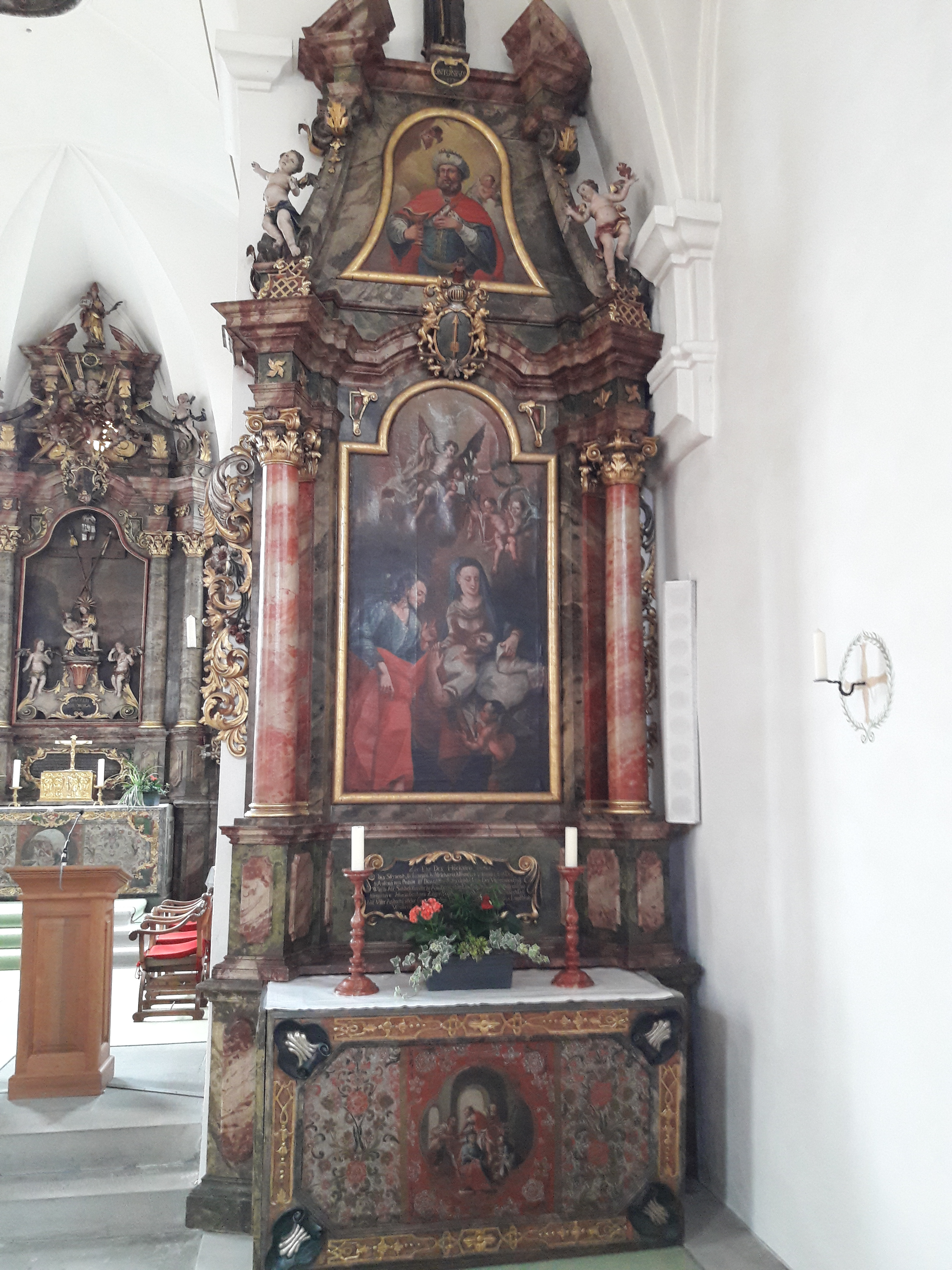
Altar in der Kapelle St. Wolfgang in Walenstadt
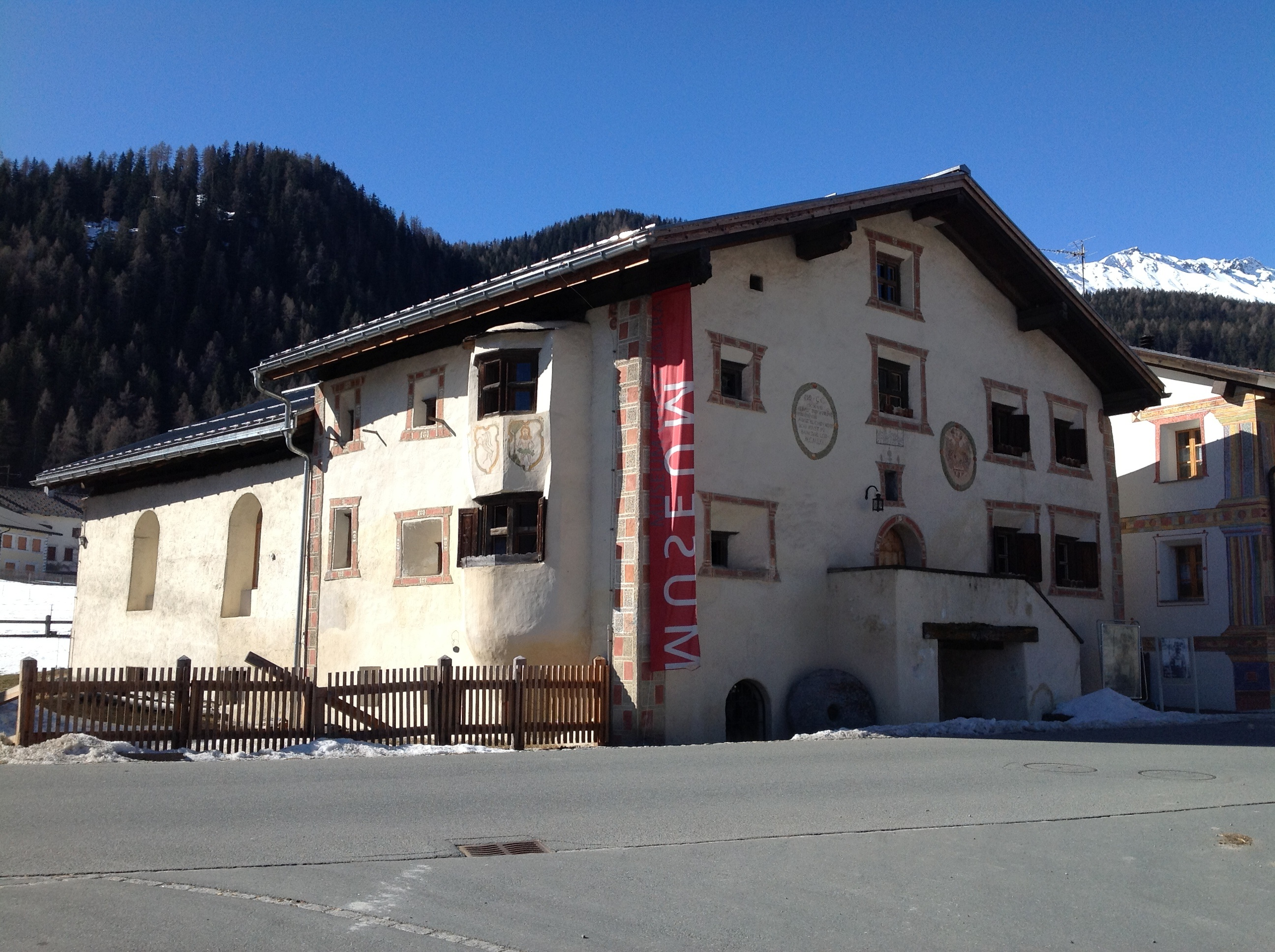
Chasa Jaura in Valchava: einst Sitz der Münstertaler Familie Capol, heute Talmuseum
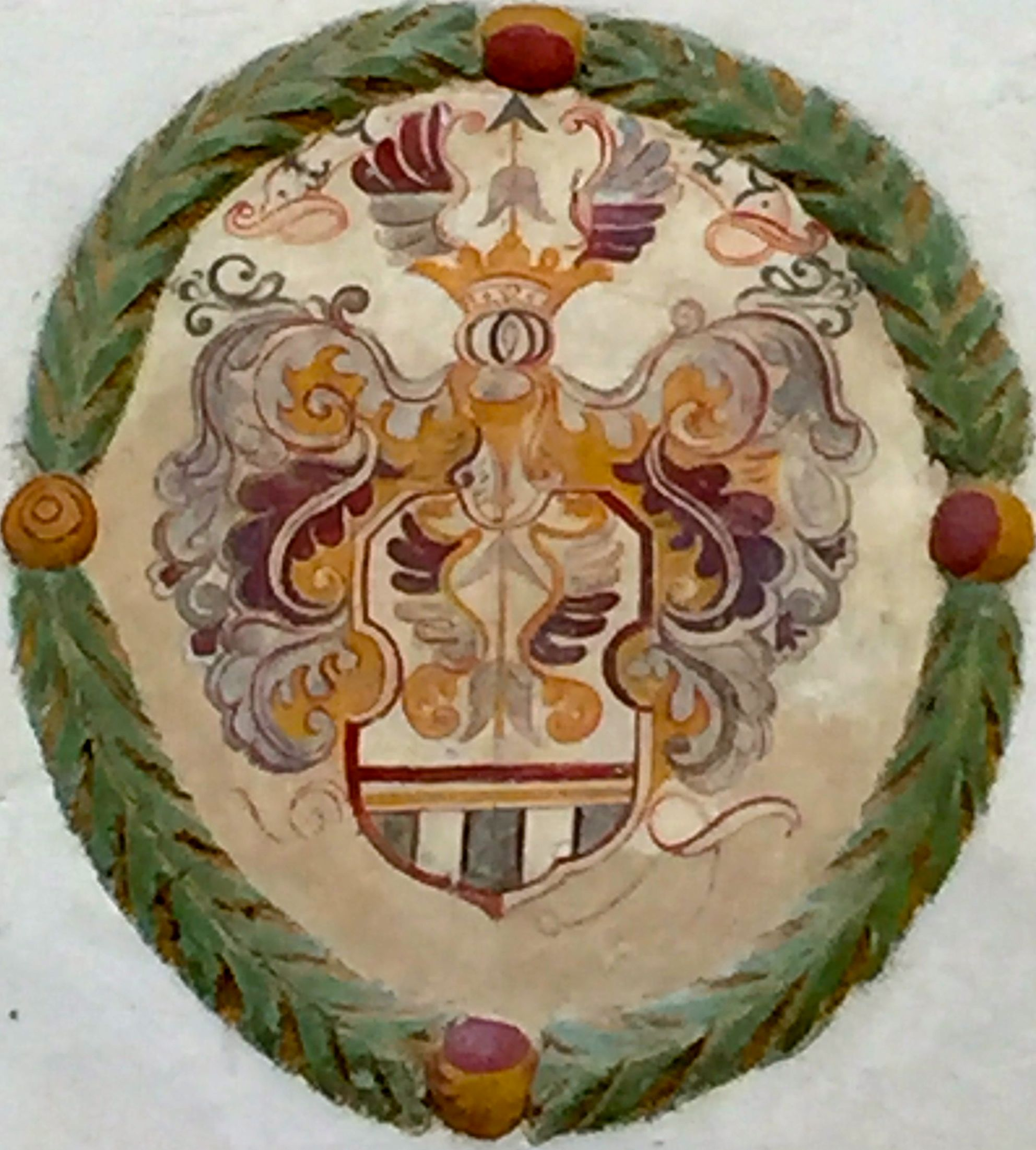
Wappen von Jakob v. Capol, aufgemalt an der Fassade des Talmuseums in Valchava
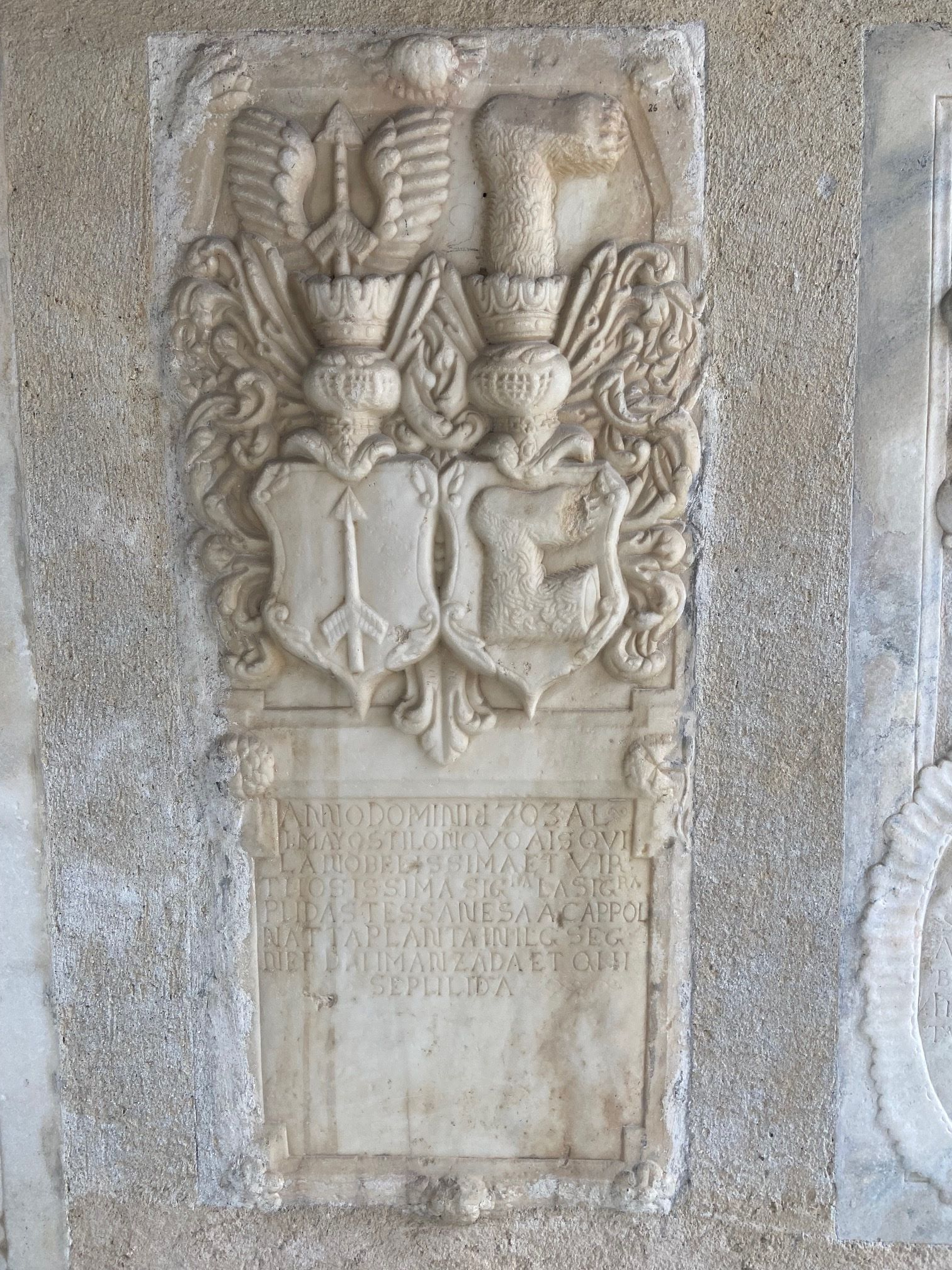
Allianzwappen Planta-Capol Kirche Sta.Maria von Nesa (Agnes) v. Planta 1703 aus Genova
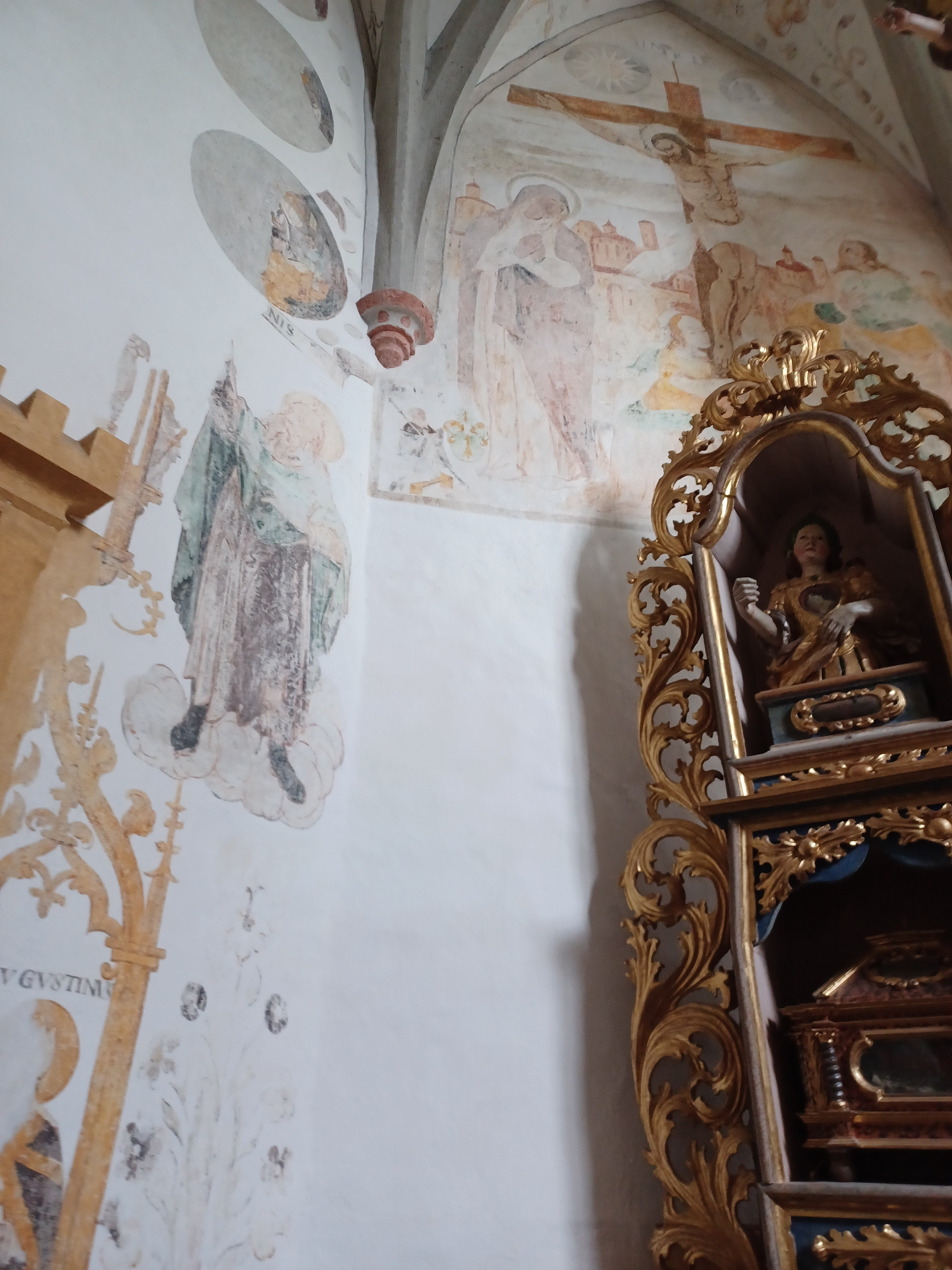
Remigius-Kirche Falera

## Linien
Verschiedene Vertreter der Familie Capol prägten das Geschehen im Graubünden des 15. bis 18. Jahrhunderts.

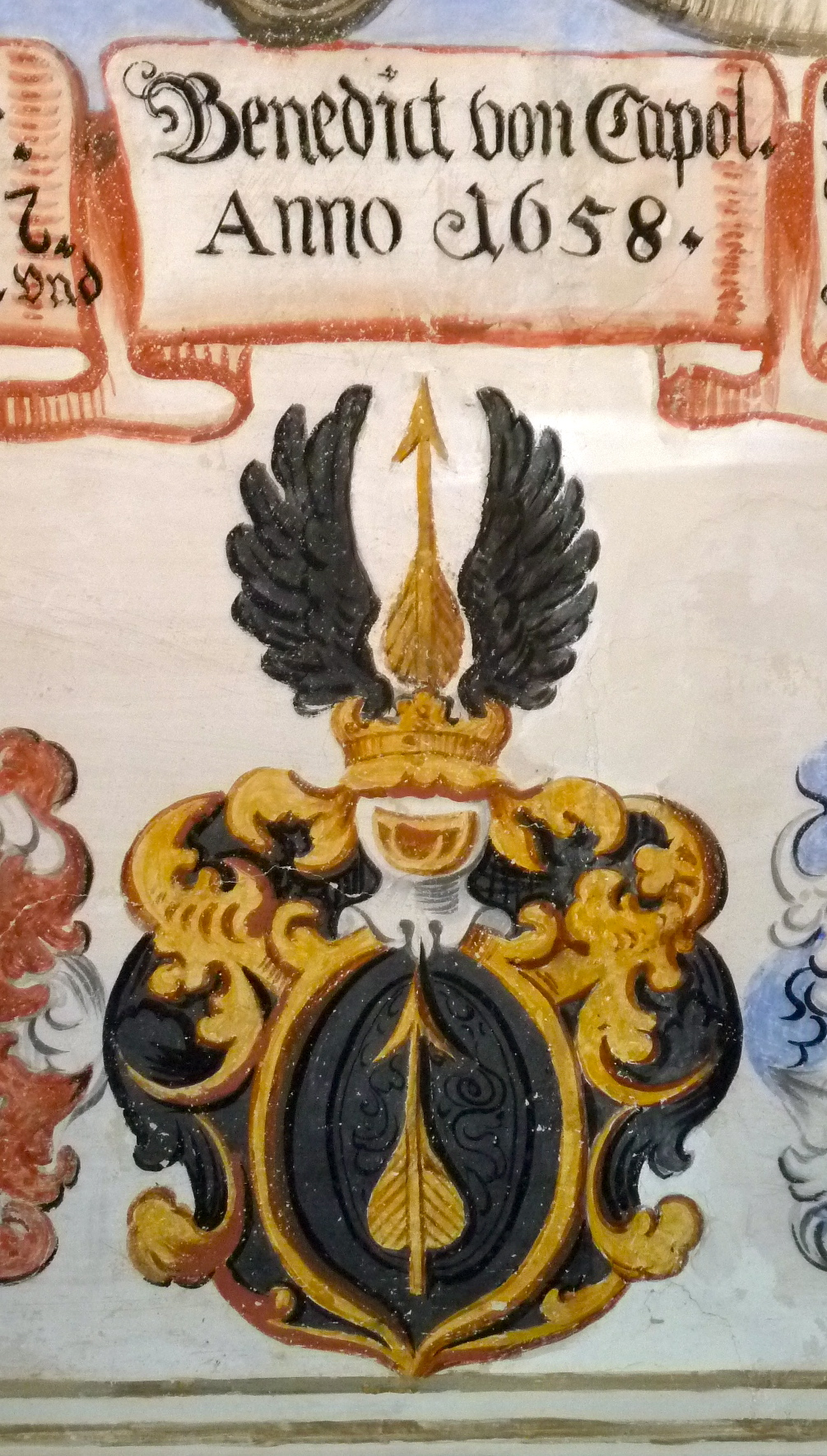
Benedict von Capol

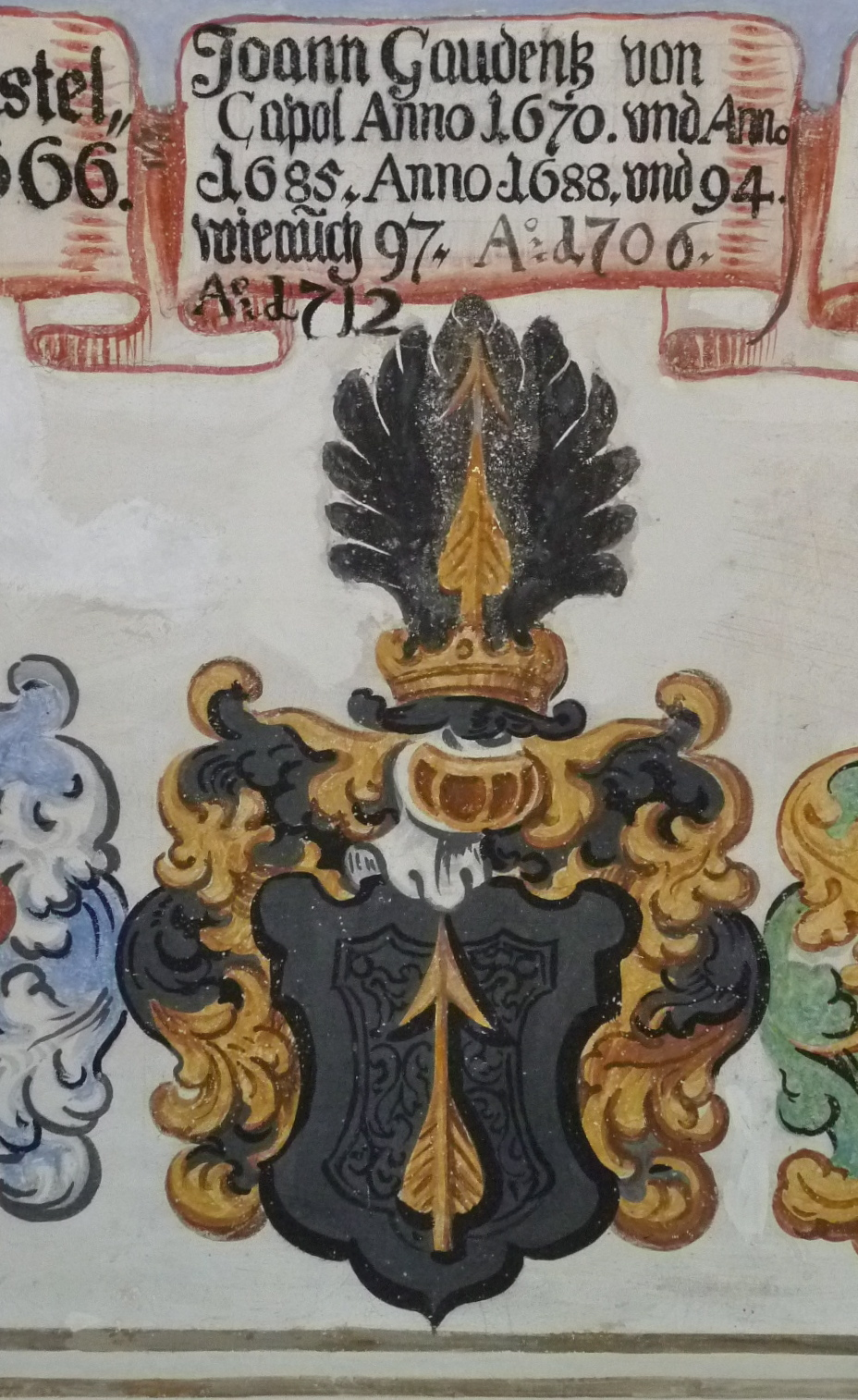
Johann Gaudenz von Capol

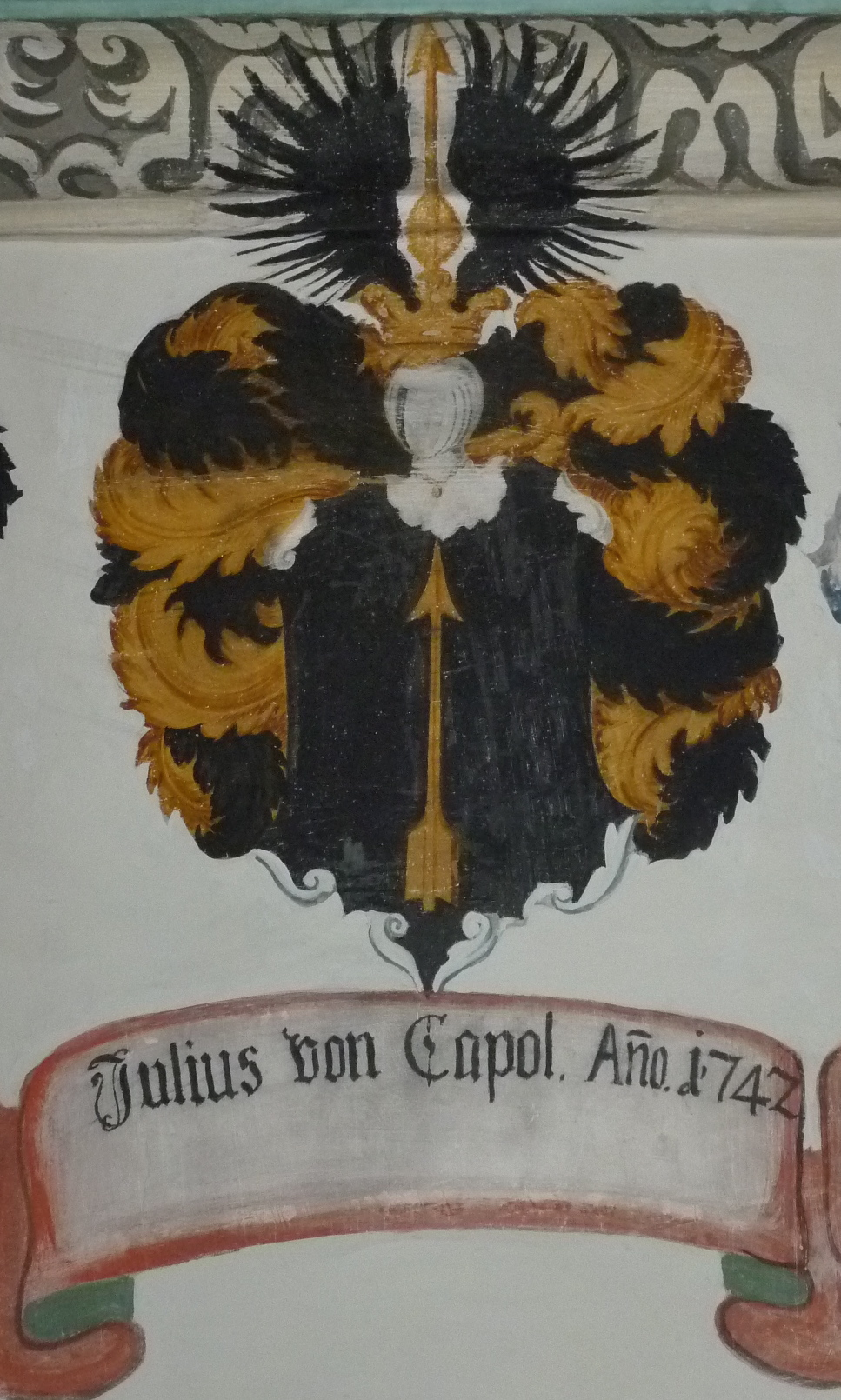
Julius von Capol

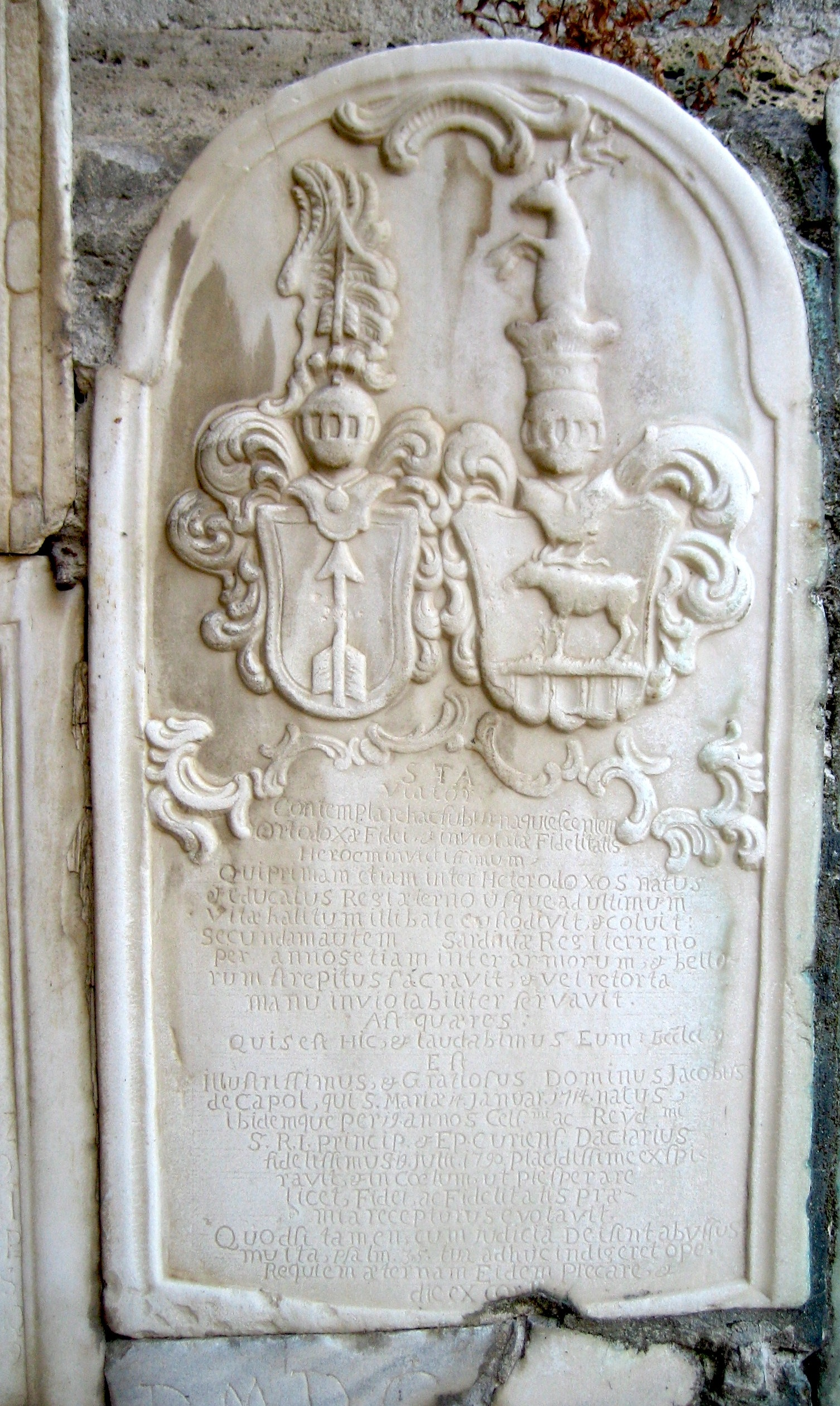
Grabplatte Jacob Capol aus der Münstertaler Linie

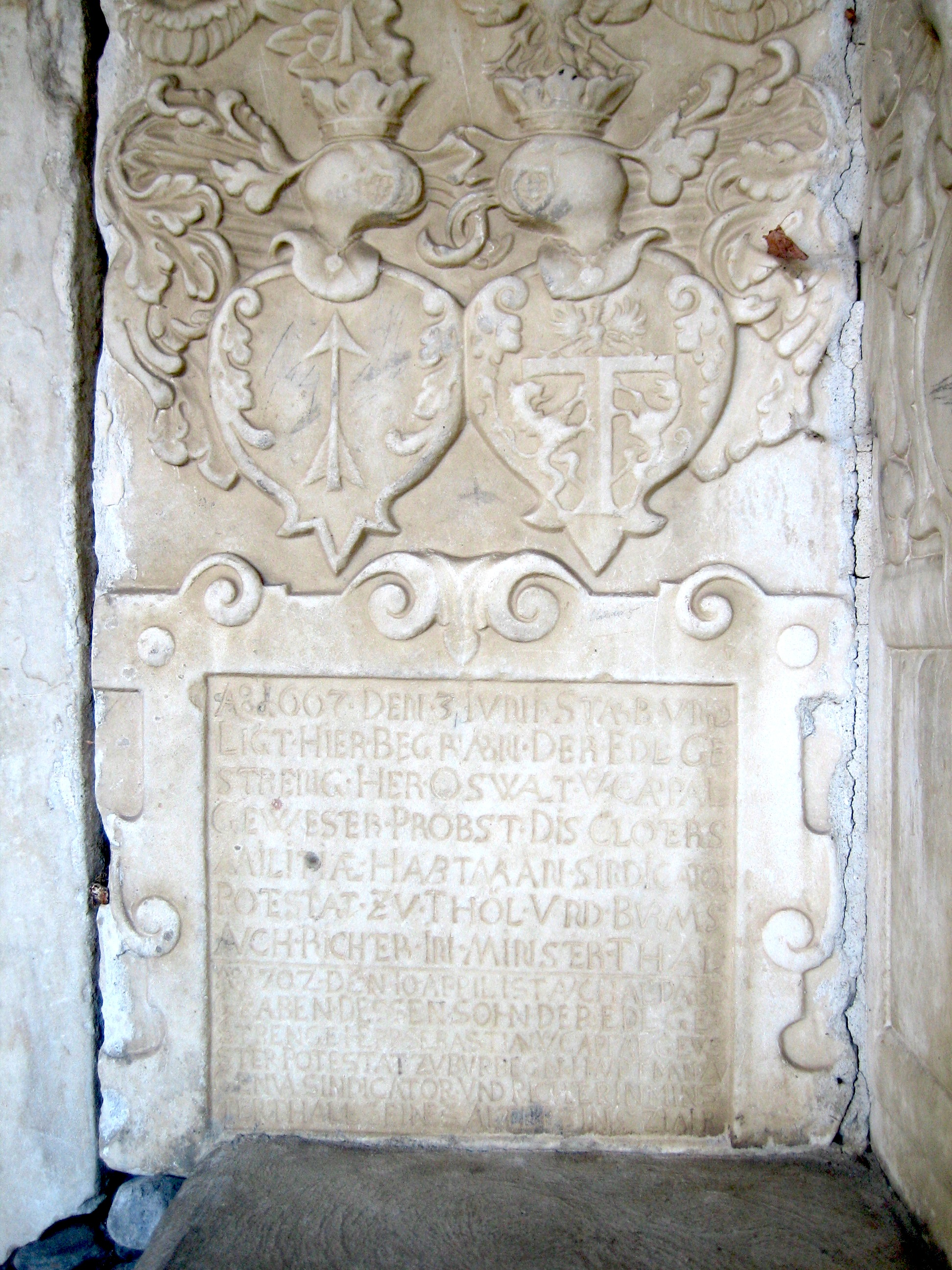
Grabplatte Oswald Capol aus der Münstertaler Linie

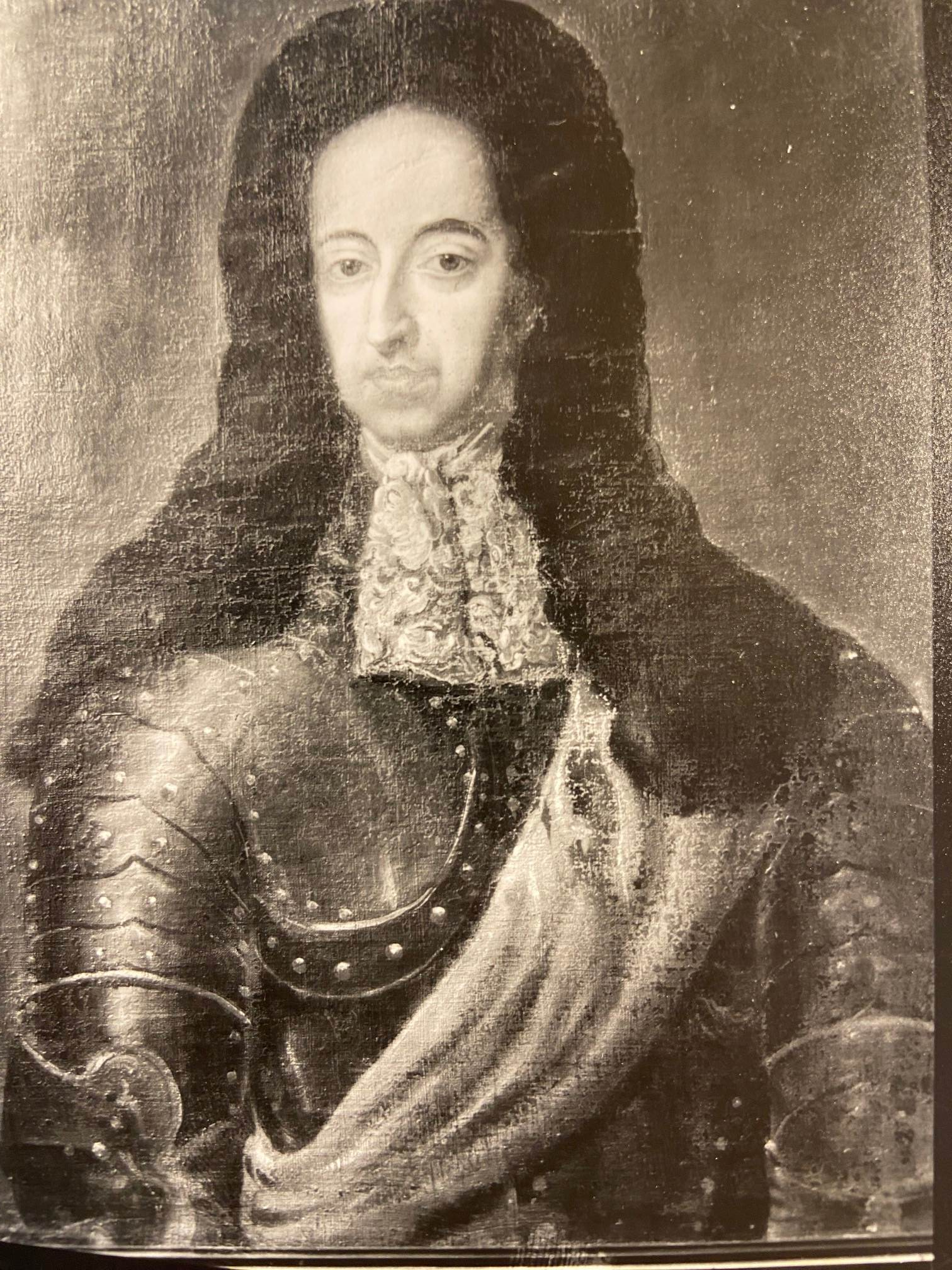
Herkules v. Capol (1642-1706) Arzt u. holländischer Heerführer

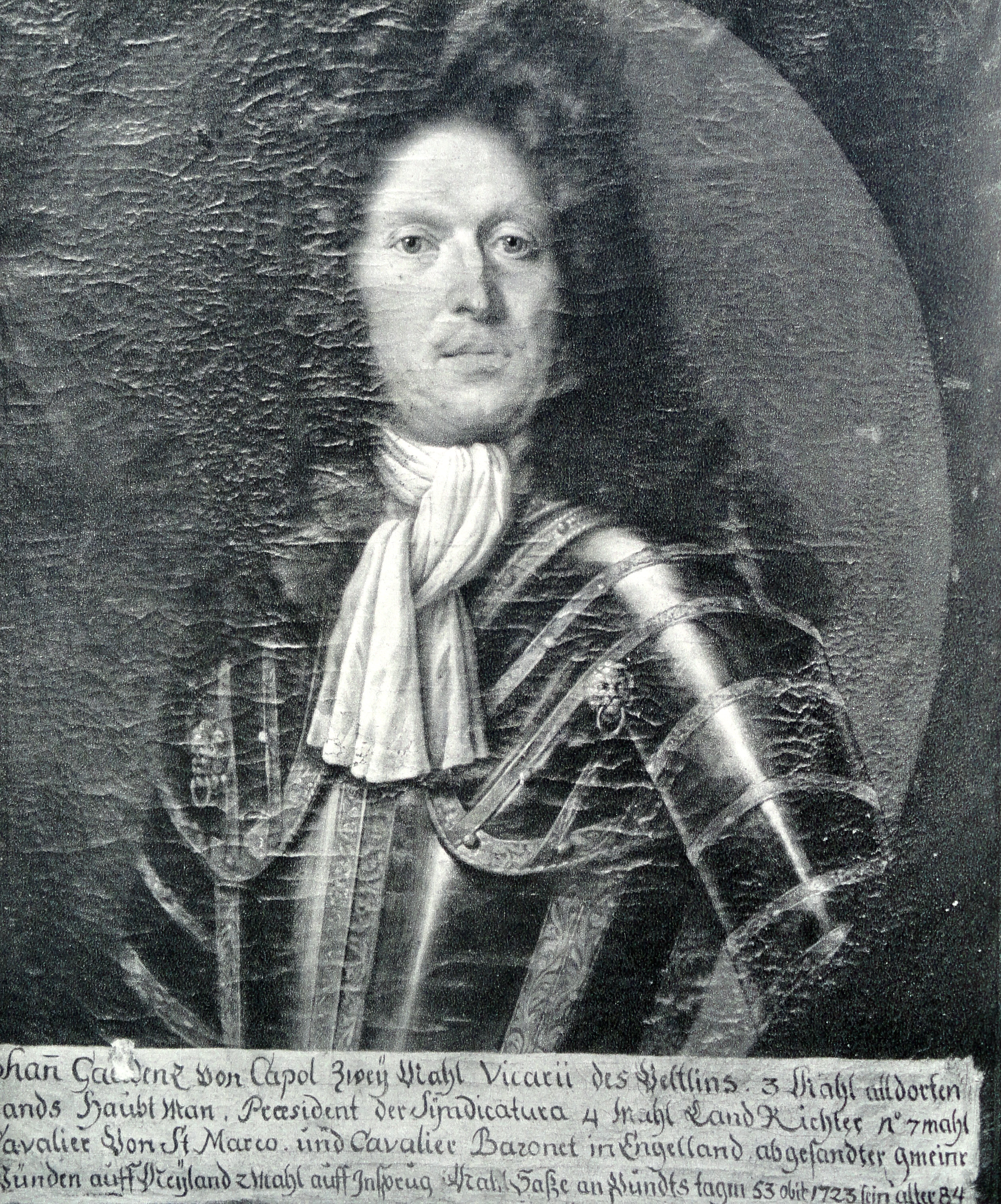
Johann Gaudenz von Capol

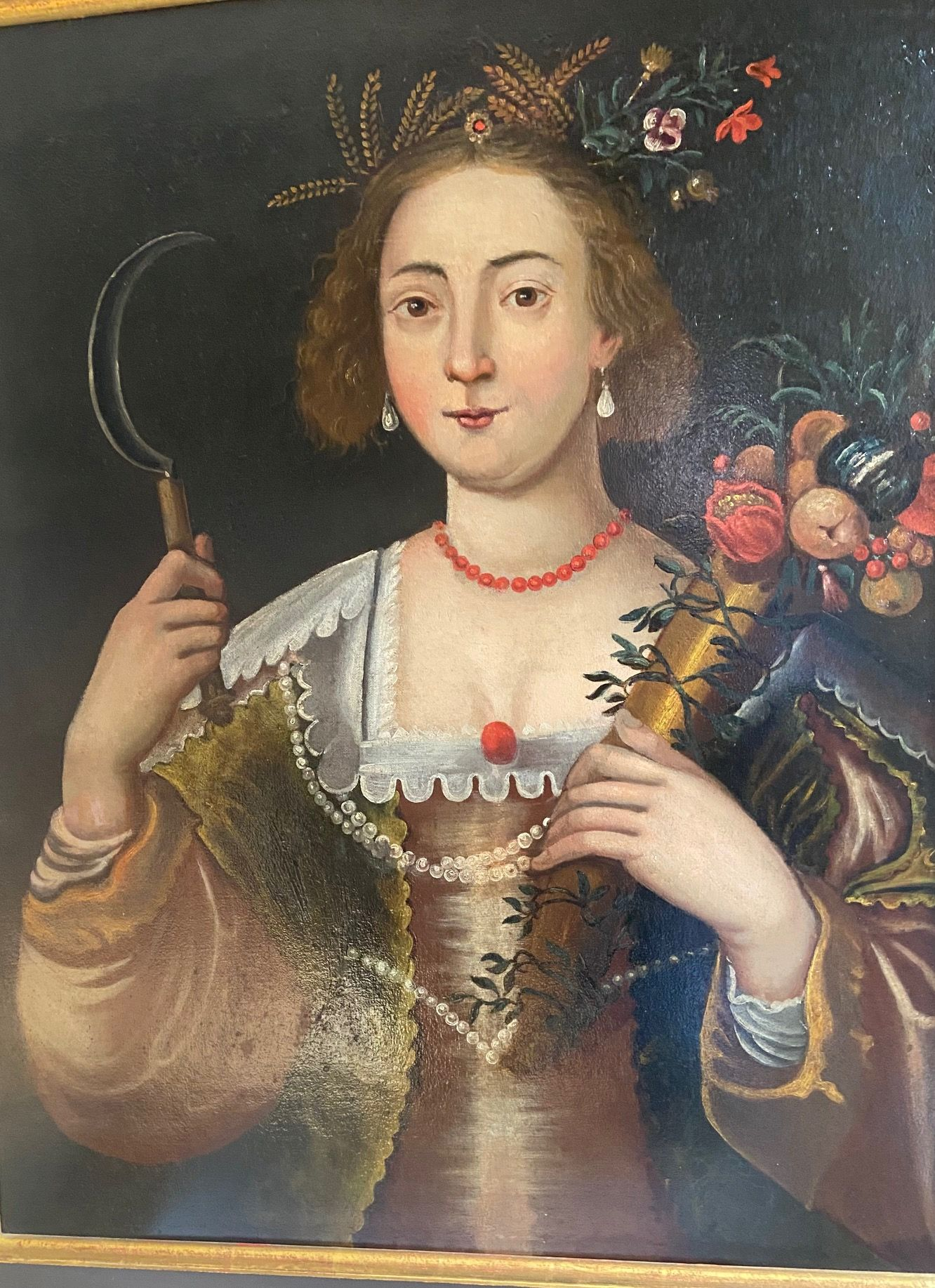
Maria v. Salis-Capol (1679-1715), Ahnfrau von Johann Gaudenz v. Salis-Seewis

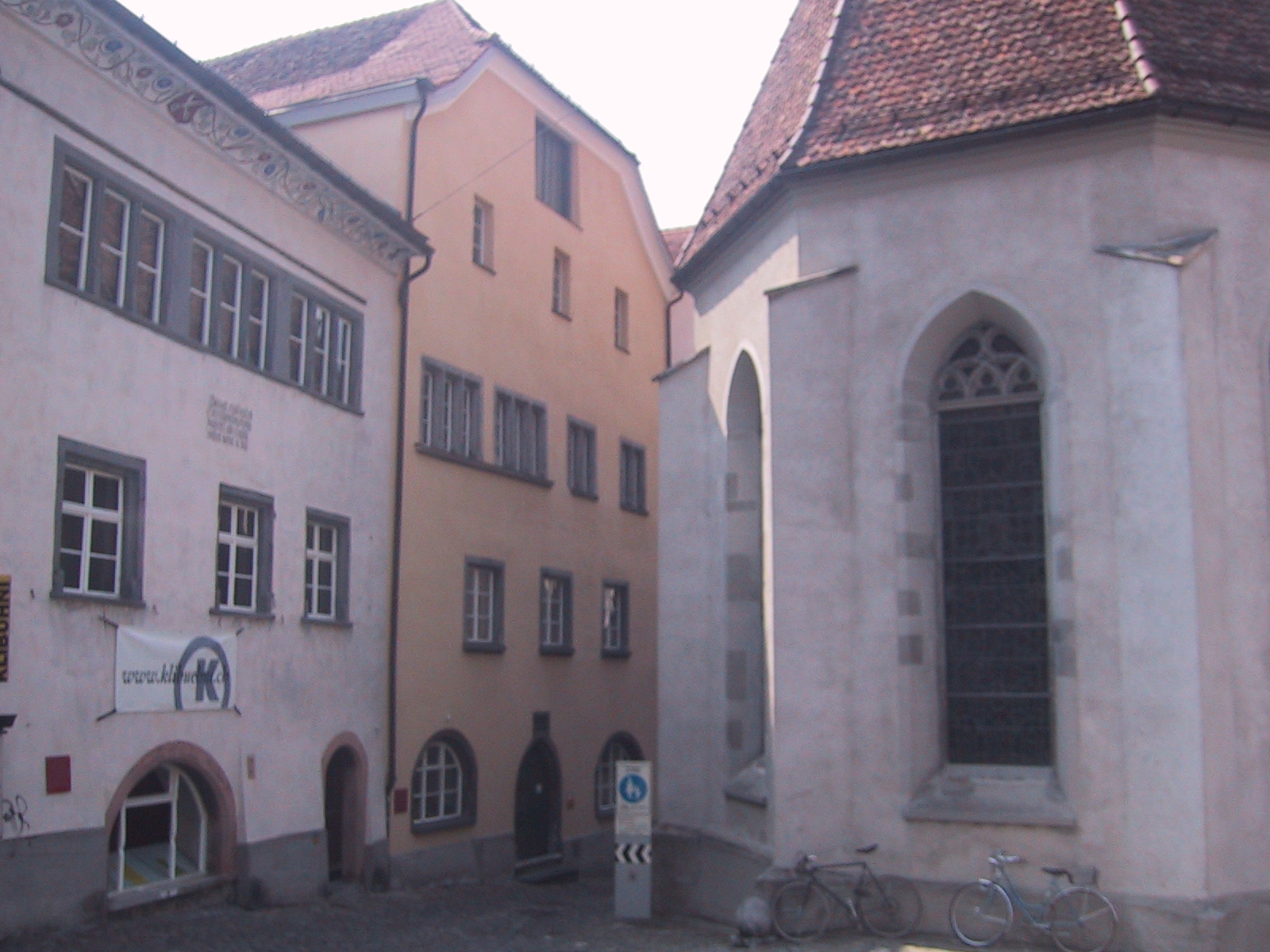
Haus Antistitium in Chur

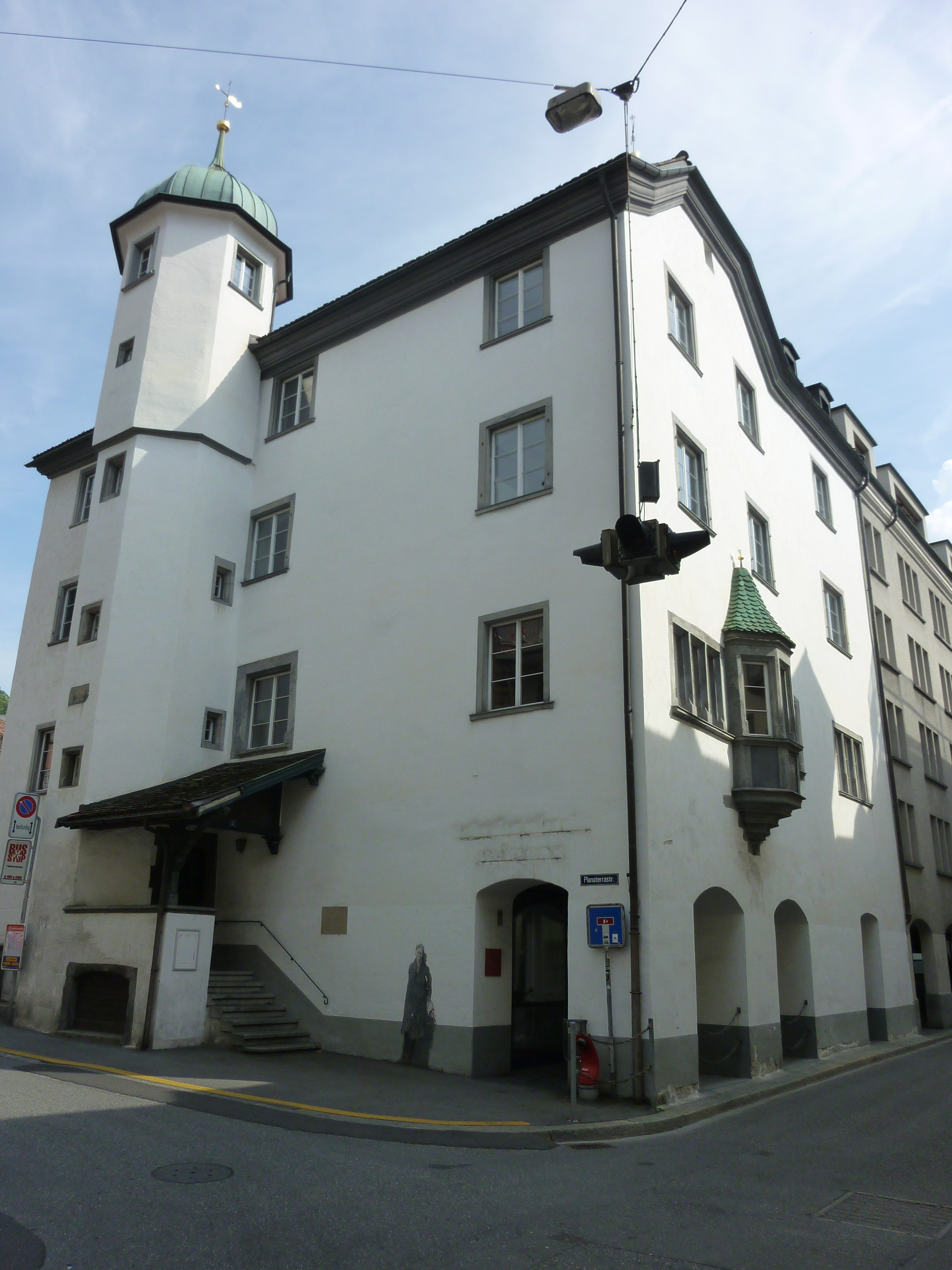
Haus Planaterra in Chur

### Gruober Linie (Rueun, Sevgein, Trun)
- Hans da Capol, um 1350
  - Hansen (Hansen = germanisch Sohn des Hans) da Capal, um 1377 in Rueun als Bein = Besitzer eines Hofes erwähnt. 1423 in Sevgein erwähnt als «da Capowli» im Rhätischen Namenbuch ausgewiesen.
    - Peter da Capal (Peter de Ca Pawli) im Gemeindearchiv von Sevgein 1428 als Alpbesitzer erwähnt.
    - Claws (sächsisch für Klaus = Nikolaus, Claws de Ca Pawli) da Capal im Gemeindearchiv von Sevgein 1428 als Alpbesitzer erwähnt
      - Clau (Dakapaul), um 1513
        - Claus von Capol (Klau da Kpaulen), um 1535 verheiratet mit Anna von Mont. Gestorben 1553.
          - Claus (Nikolaus) von Capol, Streit mit Stoffel Noser um 1700 im Hochgericht Ilanz Gruob

    - Hansen da Capal (Hans de Ca Pawli) im Gemeindearchiv von Sevgein 1428 als Alpbesitzer erwähnt.
    - Hertli von Capol, Trun, um 1420
      - Risch von Capol, Trun, Vetter von Hans Paul, um 1460.
        - Hertli von Capol (Capal), Trun, um 1517. Johannes Florin, Landammann im Gericht Tyssendis, urteilt in einer Klage des Junkers Hertli v. Capal mit seinem Fürsprecher Jacob Kystatsch (Christatsch, Krystatsch) gegen seinen Schwager Tsching (Vincenz) Darwölla (Darwella, Derwella) mit seinem Fürsprecher Landrichter Berchter wegen Injurien (Urteil des Appellationsgerichtes zu Trun vom St. Jörgentag 1552).
          - Vincenz (Tschegn) von Capol, Trun um 1558
            - Vincenz von Capol, Truns, um 1680 Trun (Zignau)
              - Barbara von Capol, 1716 und 1722: Geburt eines Sohnes und einer Tochter in Tujetsch

            - Christine (Trina, Stina) von Capol, Trun, um 1687

          - Johann Jacob von Capol, Brigels, 1558. Verheiratet mit Apollonia von Travers, Tochter des Jacob, Besitzer von Ortenstein. Sie bestätigen 1572 ihrem Schwager und Bruder Johann Peter Travers von Ortenstein die Auszahlung des väterlichen Erbschaftsanteils von Apollonia und verzichten auf alle Ansprüche an Schloss und Gütern von Ortenstein.
            - Lukrezia (Lucretia) von Capol, Thusis. Verheiratet mit Stoffel Rygett, Ammann von Thusis. Sie bestätigen Johann Peter Travers von Ortenstein 1572 den Erhalt von 400 Florint.
            - Maria von Capol, Rueun, † 20. Mai 1661 Paspels, verheiratet mit Rudolph Christoffel um 1647
            - Jacob von Capol, Trun, um 1694
              - Matheus von Capol, Rueun
                - Johann Matthias Capol, Brigels
                  - Johann Jacob Capol, 1809–1863, Sohn des Johann Matthias, Student an der Universität Zürich, berichtete am 2. Juli 1839 mit drei anderen Studenten über Misshandlungen auf der Zürcher Polizeiwache nach Arrestierung am Pfingstmontag wegen Auflaufes.

          - Andreas Capoll, genant auf dem riedt, Graff. Wird im fürstlichen Thurn und Taxissches Archiv Obermarchtal, Grafschaft Friedberg-Scheer 1561 urkundlich zusammen mit einer Appolonia erwähnt. Diese Urkunde steht im Zusammenhang mit den Truchsess von Waldburg, die Besitzer von Ortenstein waren.

### Flimser Linie und aus dem Lugnez stammende Linien
- Paul Benedikt (Pal, Pol, Paulen) von Capol (von Capal), Flims, der Jüngere, Ammann von Flims 1427
  - Paul Risch (Risch Kurzform von Andries bzw. Andreas) von Capol, Ilanz, Pfarrer um 1462. Verstorben 1488 als Dekan in Ilanz.
- Hans (Johann) Paul von Capol (Hansen von Capal), um 1470. Erwähnt um 1470 in Flims und um 1508 in Langwies. Landrichter um 1480 (Prozess zwischen dem Abt von Disentis und Nachbarschaft Waltensburg wegen Alprecht). Vogt in der Gruob. Kauf der Zollrechte vom Grafen Johann Peter von Mosax etc. (von Sax) um 1483, seinem gnädigen Herrn. 1486 Verkauf seines Turms mit Hofstatt und Stall hinten an die Stadtmauer stossend in Ilanz an den Bischof Ortlieb. Schuldete 1460 seinem Vetter Risch Capol von Truns 30 Florint und setzte ihm dafür sein in Luven gelegenes Eigengut als Pfand ein.
  - Gottfried (Gottlieb) von Capol, Flims, geboren um 1480, verheiratet mit Barbara von Sax-Misox (geboren 1490)
    - Malietta (Diminutiv von Amalia) von Capol, verheiratet um 1514 mit Vincenz Jos von Flims in Ilanz, stellvertretender bischöflicher Vogt und später städtischer Bannermeister.
    - Paul Janutt (romanisch für Johannes) von Capol, von Flims, Bürger in Ilanz, 1554 Werkmeister
      - Gilgia (deutsch Lilie) von Capol, erwähnt 1571.
      - Juliana von Capol, aus Flims, gest. 21. August 1629 in Rapperswil, verheiratet mit Aegidius Tschudi (Halb-Bruder von Jost Tschudi, Sohn von Peter Tschudi und Katharina v. Planta-Wildenberg), Landammann in Glarus. Er lebte 1530 bis 1591. Sie hinterliessen ein Kind 1554 in Basel mit Namen Johann Jakob Tschudi.
      - Anastasia Oth (Anna Ott) von Capol (von Capal, von Cappall), von Flims, lebte zeitweise in Kaiserstuhl, 1515–1577, verheiratet mit Baron und Oberst Jost Tschudy (Tschudi, Glarner Landesbaumeister 1550-60, gest. 1566), in Glarus um 1562 (Epitaph an der Stadtkirche Glarus). Sie halfen das erste Glarner Spital um 1560 zu errichten. An ihrer Hochzeit erhielten sie den Abschuss zweier geschützter Glarner Freiberggemsen im ersten eidgenössischen Wildschutzgebiet bewilligt.

    - Balthasar (Bieth) von Capol, Vella, 1547–1559, Statthalter im Lugnez
      - Balthasar von Capol, ab 15. April 1668 katholischer Pfarrer in der Pfarrkirche St. Vinzenz in Pleif. Domherr 1705, Dom-Custos und 1707 Dom-Scholasticus zu Chur und Bischöflich Churerischer Vicarius Generalis.

    - Caspar Leonhard von Capol, um 1526, Lumbrein
      - Caspar Leonard von Capol, ca. 1615–1651, Lumbrein
        - Jakob Anton von Capol, 1761 Landammann des Hochgerichts Lugnez
        - Christian Leonhard von Capol, 1770 Landammann des Hochgerichts Lugnez

      - Thomas von Capol, ca. 1600–1661, Lumbrein
- Wilhelm Paul von Capol (Wilhelm Pal von Capal), Flims, Kanzler bzw. Hofmeister in Chur 1484, erhielt zusammen mit Paul Herkules, seinem Vetter, die Adelsbestätigung um 1489.
- Otto (Ott) Paul (Pal) von Capol (von Capal, von Capoll, von Cappal), Flims, der Ältere. Landammann. 1458 Landrichter des Grauen Bundes. Vogt von Hohentrins 1470 für Peter von Hewen. Verlor 1470 beim Brand der Burg Hohentrins seine 3 Kinder und seine Magd, während er mit seiner Frau bei den Herren von Reichenau eingeladen war. Eine Urkunde von 1481 bestätigt, dass Otto von Peter von Hewen Wiesen im Lugnez zu Erblehen erhielt, die er aber wieder zurückverlangen konnte, wenn er Hohentrins neu aufbaut. 1488 als bischöflicher Dienstherr tätig auf Alt-Aspermont bei Trimmis für die Herren von Brandis und als Richter in Sagogn 1485–1502. Um 1486 Erwähnung von Paul von Capoll bei der Tagsatzung von Glurns betreffend der Bergwerke in Valdora und im Münstertal. 1471 erscheint er im Bundesbrief als Siegler. Er erhielt eine Dienstverpflichtung über 32 fl. im Jahre 1498 gegenüber dem römisch-deutschen König Maximilian I. Hauptmann der Bündner im Schwabenkrieg 1499. Am 28. April 1517 vertritt der "erlobte Fürsprecher", Amman von Flims, den Abt Andreas von Disentis vor dem Bundesgericht in Truns, um die Privilegien des Klosters zu verteidigen, die nach dem Brand des Klosters umstritten waren.
- Paul Herkules (Hertli, Hartwig, Härtli) von Capol, 1448–1526, Vogt des Lugnez 1477 und von Fürstenau (1510), Vogt von Fürstenburg Vinschgau und Inhaber Schloss Wiesberg (Burgeis), Stadtammann von Chur, Oberbefehlshaber der Bündner Truppen nach dem Tode von Benedikt Fontana in der Schlacht an der Calven, Gesandter der Drei Bünde zu den Friedensverhandlungen von Basel 1499 (Frieden zu Basel), 1502 Hofmeister des Bischofs von Chur, Kommandant bei der Eroberung des Veltlins 1512. Verheiratet in erster Ehe mit Gilia de Mont und in zweiter Ehe mit Anna Iter, Tochter des Bürgermeisters von Chur. Er stritt 1505 zusammen mit seinem Schwager Donath Iter (Churer Domdekan 1505–1526) und Hieronimus Iter um Zehntrechte in der Herrschaft Vaduz und Zinsen in Feldkirch. Vater von Caspar. Hertli wird bei Simon Lemnius als Alcides Capalus bezeichnet.
  - Johanna von Capol (Johanna de Capaul), Flims, verheiratet mit Heinrich Lumerinser, Sohn des Johannes Lumerinser, von Lumerinsz.
  - Benedikt von Capol (Benedictus de Capaul), Flims, um 1529 Substitut des Hans von Lumerins als Landvogt von Maienfeld. Verheiratet mit Euphemia aus Flims, Tochter des Johannes Puntinger (verschwägert mit Hans von Mont). Er stellt am 18. April 1498 einen Antrag auf Dispens vom Vatikan wegen Heirat mit einer Blutsverwandten im 4. Grad zum Ziele der Anerkennung der zukünftigen Nachkommen ("petunt disp. de contrahendo in 4. consang. grad. cum legit. prol. suspiende").
    - Benedict von Capol, Lugnez. Bannadicht von Kapaul vertritt am 16. April 1570 Morissen gegen die Nachbarn von Surcuolm vor dem Gericht in Vella.

  - Casparus von Capol (auch von Capal), um 1490–1545, Pfarrer, Domdekan zu Chur, Studium in Orléans, Pfarrer in Obersaxen, rettet in Abwesenheit des Bischofs von Chur die katholischen Rechte des Churer Domkapitels zu dessen Gunsten. War befreundet mit Bonifacius Amerbach. Sohn des Paul Herkules. Seine Onkel waren Lucius Iter und Donath Iter. Caspar von Capäl ze der zyten kilcher an dem Ubersaxen verkaufte 1545 um 10 Dickpfennig sein aigen gut... ze predametz, welches unten an wyssgenigen hof, morgenthalb an peter sülpen gut grenzt.
  - Christ von Capol (Capal), um 1526, Lumbrein, Vetter von Caspar von Capol (Capal)
    - Crist von Capol, der edle und feste Beisitzer der Kirchgemeinde Lumbrein organisiert 1596 mit weiteren Mitgliedern der Familie Capol die Jahrzeitzinsen und Pfründen der Kirche neu.
      - Andrea Cristen v. Capol «uss Lugnez» wurde gemäss Criminalakten im Stadtarchiv Chur an Lichtmess 1639, wenige Tage nach Ermordung des Bündner Freiheitshelden Jörg Jenatsch, durch zwei Soldaten bei Chur Masans in gleicher Weise getötet, wobei die Motive unklar blieben.
        - Christian Capol, Schleuwis (Schluein), wird 1712 als Zeuge bei der Erneuerung des Bundesbriefes mit Julius von Capol und Johann Gaudenz von Capol erwähnt.
          - Christian Leonard von Capol, 1741–1809. 1771–1773 Kommissar von Chiavenna. 1779 Deputierter auf dem Bundestag in Davos. 1782 Ammann des Hochgerichts Schleus (Schluein). Verhandelte mit General de Mont beim Einfall der Franzosen 1799. Verheiratet mit Maria Cristina Blumenthal aus Rumein.
            - Crist Julius von Capol, um 1776

      - Johann von Capol (auch: Jan de Capauli), ca. 1615–1678, Prager Hof-Baumeister unter Francesco Caratti um 1650. Beteiligt am Bau der dortigen Magdalenenkirche, des Cerny-Palais, des Prager Schlosses und anderer Festungsbauwerke in Prag. Erlangte schon 1638 das Prager Altstädter Bürgerrecht und verewigte sich mit einer Büste. Liess 1672 ein romanisches Gebetsbuch drucken.
        - Johann von Capol, 1672–1737[1]. Hauptmann im Göldischen Infanterie-Regiment in Capua. Platzmajor in Port Ercole (Neapel). Später kaiserlich österreichischer Platz-Oberstleutnant von Orsowa an der türkischen Grenze im damaligen Ungarn. Verheiratet mit Maria von Osten (pommerische Adelige) Vermachte der Kirchgemeinde Lumbrein zwei silberne Leuchter und hinterliess den Erben ein Gütlein in Caninas (Lumbrein).
          - Conradin Carl von Capol, 1711–1744. Hauptmann in der Grenadier Kompanie im Heer der Kaiserin Maria-Theresia. Fiel bei der Eroberung von Rottenburg in der Oberpfalz.
          - Maria Anna Catharina, 1709–1788. Verheiratet mit Carl Ludwig Siegmund Praitenacher, Hauptmann in der k.k. österreichischen Armee.

  - Ursula von Capol, Flims, um 1573
  - Risch Hertly (Herkules, Hertli), Flims, 1557 Podestat in Teglio, gestorben 1575. 1548 Urteilsspruch bez. eines Alpstreits mit dem Kloster Disentis. Verh. mit einer Frau von Pontaningen (Puntaningen).
    - Unbekannt
      - Reget II., 1598–1672, baute Capolsche Häuser in Flims aus, Ammann in Flims. 1621 Studium in Paris. Er baute das Herrenhauses II in Flims weiter aus neben dem heutigen Hotel Bellevue.
        - Dr.iur Herkules von Capol, 1627–1719, Landvogt von Maienfeld 1673, heiratet 1651 Julia v. Florin. 1651 Kommissar zu Cleven (Chiavenna). Stifter der franz. Linie
          - Julius (Giovanni) von Capol (Capoli), um 1684, Landrichter und Podestà von Tirano, Enkel von Julius von Montalta, Kanzler des Veltliner Gouverneurs Giovanni Salis um 1680 bis 1686 in Sondrio, verh. 1672 mit Regina von Salis-Grüsch (1653–1728).
            - Maria Flandrina von Capol, Tochter des Julius, Eintritt ins Kloster San Giuliano in Como 2. Juli 1696 als Marianna Giulia Regina.
            - Regina von Capol, verheiratet 1698 mit Georg Sprecher von Bernegg (geb. 1652), königlich französischer Oberstwachtmeister.
            - Daniel von Capol, ab 27. September 1728 katholischer Pfarrer in der Pfarrkirche St. Maria in St. Maria im Münstertal
            - Magdalena von Capol, um 1684 bis 1731.

      - Anna von Capol, verheiratet mit Johannes de Florin und Mutter von Johann Simeon de Florin um 1593, dem Erbauer der Casa alva in Rueun.
      - Verena (Frena) von Capol, Flims, verheiratet mit Joachim von Montalta um 1600 in Sagogn.

### Flimser Linie (katholisch/reformiert)
Hans (Johann, Jann, Jan) I. von Capol (Hans von Capal), Flims, kath und später ref, 1470–1560, verheiratet mit Emerita v. Mont, Bruder von Wolf, Ammann, Landrichter und Diplomat, Fähnrich in der Schlacht an der Calven, Kommandant einer venezianischen Kompanie, 1498 Ammann von Bivio, Hauptmann vor Musso (Veltlin), Reformator von Flims 1526–1528, 1529 Kauf der Hälfte des Antistitiums in Chur. Vater von Martin und Ortlieb. 21. November 1536: Teilnahme bei den Verhandlungen zu einem gütlichen Schiedspruch in Glarus wegen "Glaubenszwiste". Förder der Reformation und des Dreibündenstaates ab 1524.
- - Emilie (Amalie) von Capol, verheiratet mit Jacob von Planta (1536–1601)
  - Ortlieb von Capol, Chur, erwarb 1547 das Bürgerrecht von Chur
  - Maria von Capol, geb. 1585, verheiratet um 1605 mit Melchior von Mont (ca. 1584–1658)
  - Martin (Marti, Marty) von Capol, Rothenbrunnen, † 1554, körperlich grösster Bündner seiner Zeit, verkaufte um 1546 seine Rechte an den beiden Höfen (Burgen?) Juvalt in Rothenbrunnen an Chur, wahrscheinlich um sich in Chur einzubürgern. Er war mit der Tochter von Rudolf Sarganser, einem Bankart des Grafen Georg von Werdenberg-Sargans, namens Sofia Sarganserin verheiratet. Er starb als Hauptmann in französischen Diensten bei Marciano bzw. in der Schlacht von Scannagallo. Dies im Zug nach Siena am 1. August 1554 in der Schlacht zwischen den Kaiserlichen Truppen (Karl V.) mit Cosimo I. de Medici und den Franzosen mit der Republik Siena. «Item es ist ein Schlacht geschechen zwischen dem Keyser und dem Künig uss Frankreÿch zur Hochen sienen da habend di 3 Pundt all Ir Houptleut verloren und hettend si al than wie marty von Capoll zu rotten prunnen so wer der keysrichen kheiner darvon khomen» (Zeile aus der Chronik von Wolf Capol).
    - Martin von Capol, starb im Pestjahr 1585. Verheiratet mit einer de Cajani (Geschlecht aus Bologna) um 1561

Wolf (Wolfgang) Georg von Capol (Wolff von Cappell), kath und später ref, Flims, 1473–1563, Landammann, Landvogt von Maienfeld 1513–1515 (1512–1514?), Kommissar von Chiavenna (1522–1524) und Landrichter, Chronist (Heldentod des Martin von Capol), verheiratet mit Anna von Lumerins (Lumbrein, Lumbrins, Lumarin, Lombris) und Eufemia von Puntaningen (Schwester von Hans von Puntaningen). Vater von Johann (Hans), Risch Hertly und Lucius (Luzi). Sohn von Paul Herkules aus Flims. Er ist der Stammvater der Capaul aus dem Lugnez.
- - Johann II. Ott (Hans, Jan) von Capol, kath, 1494–1565. Ammann des Hochgerichts Flims und von Bivio um 1529. Kommissar zu Cleven. 1547, 1550, 1556 und 1560 Landrichter des Oberen Bundes. 1556 Vermittler zwischen Stadt Bern und Land Unterwalden. Am 8. Februar 1548 half er zusammen mit den eidgenössischen Gesandten König Heinrich dem II. von Frankreich die Tochter Claudia aus der Taufe zu heben. Diente in französischen Diensten zweimal als Fähnrich und dreimal als Hauptmann. Starb an der Pest 1565.
    - Christoph von Capol, 1516–1564, verh. mit Catarina de Mont (1540) und Agatha von Castelberg (1551), Besitzer der Herrschaft Löwenberg in Schluein.  Frz. Hauptmann im Etschländerkrieg, in Neapel und in der Picardie. Teilnehmer als Hauptmann im Römerzug des Herzogs von Guise 1556–1557. Pensionenbezüger von reformierter und katholischer Seite, was ihm viele Feinde eintrug. Campell bezeichnete ihn als den mächtigsten Bündner seiner Zeit.
      - Hans, Vikar 1561 im Veltlin
        - Katharina von Capol, verheiratet mit Daniel Abis (1635–1681)
        - Christoph von Capol, 1652–1732, Bundesschreiber
        - Wolfgang Georg (Jörg) von Capol, Schluein, Vogt von Plurs 1661–1663

  - Risch (Rysch) Hertly Capol, Flims, Ammann zu Flims. Verheiratet mit Magdalena von Abys, Tochter der Agnes von Fontana, Schwester von Benedikt von Fontana, und des Johann von Abys aus Plurs.
    - Anastasia von Capol, Tochter von Risch, war mit Anton von Travers und in zweiter Ehe mit Theodor von Jecklin vermählt.
    - Agnes von Capol, zweite Tochter von Risch, heiratete Jakob von Beli. Um 1565 im Lugnez erwähnt.

Rysch (Andreas) von Capol, 1592-1629, 1543 Landvogt von Maienfeld. 1583 Podestat zu Tirano als Nachfolger seines Vaters Regett, Amman zu Flims und Landschreiber des Oberen Bundes. Gestorben im November 1629 an der Pest. Verheiratet mit Barbara Schmid von Grüneck. Bruder des Rigett I. v. Capol, welcher das Haus Bellevue herrschaftlich aufgebaut hatte.
- Barbara von Capol, 1594–1618, Tochter des Risch, verheiratet mit Oberst Hans Sprecher von Bernegg 1614 (Er war 1598 mit Ursula Buol und 1618 mit Maria von Mont verheiratet).

Ulrich Rigett I. (Regett, Ragett, Raget = Vulgo für Heinrichett) von Capol, kath., gest. 1583, zweimal Landrichter im Obern Bund, Ammann und Bundesschreiber, erbaute das Haus Bellevue in Flims im Jahre 1577, hinterliess fünf Nachfahren. Die Gattin Barbara v. Mont gehörte einer einflussreichen Lugnezer Adelsfamilie an, die sich im Solddienst mit Frankreich besonders bewährt hatte.
- - Juliana von Capol, verheiratet mit Herkules von Salis-Rietberg (gest. 1595)
  - Risch Ulrich von Capol, 1595-1659, verh. mit Margerita Schmid v. Grünegg/Grüneck, erwähnt in einer Urkunde von 30. November 1650, Begründer der Flimser Julius Linie. Vater von Jeremias v. Capol (gest. 1672) und Dr. Herkules v. Capol (1627 - 1655), Landvogt in Maienfeld., verh. mit Julia v. Montalta (nach: Capoliana Tabelle IV.bis).
  - Dr. iur. Herkules Hieronymus (roman.: Geronna) von Capol (benannt nach Hieronymus von Mont), Flims, 1598–1653, verheiratet in erster Ehe mit Gilgia/Julia v. Florin, Ammann, Richter, Kommissar von Chiavenna, wo er 1653 im Dienst verstarb, Landvogt von Maienfeld um 1597/99, Churer Bürger ab 1593, Hauptmann in den Veltliner Unruhen 1607/22. Bruder des Josef und Johann v. Capol (aus Andeer), beide reformiert gesinnte Anhänger, die von Kettenbrüdern (Anhängern von Jürg Jenatsch) getötet wurden. Der Vater Rigett erbaute gemäss Capoliana das Capol-Haus Bellevue mit viel Aufwand und Kosten aus. Einkünfte waren gewährt durch Solddienst und Pensionen, was bei den Thusner Strafgerichten den Vorwurf der Bestechlichkeit der Eliten nach sich zog. 1608 Andrea v. Salis Bürger zu Chur, tauscht mit Hercules v. Capal, auch Bürger zu Chur, 1 Mannmad Wiese in Chur beim Untertor in der Lachen – stadtwärts an die Wiese von Junker Friedrich v. Salis angrenzend, Richtung Ems an die „Messmery zu Hof“ und an die Wiese von Junker Simon v. Salis, Richtung Masans an die Wiese von Simon Storer und bergwärts an den Weingarten von Junker Johann Byesch – gegen einen Weingarten beim Untertor an der Lachen, stadtwärts angrenzend an die Erben von Zunftmeister Hans Jörg Willi, gegen Ems zu an einen gemeinen Fussweg, auswärts an das Weingut von Johann Bavier und aufwärts an den Weingarten von Junker Conradin v. Planta.
    - Margaretha von Capol, verheiratet mit Martin Beeli von Belfort (Beli von Bellfurt) um 1640.
    - Benedikt Lienhart von Capol, 1605–1683, auch Podestat und Landrichter, übernahm 1653 als Delegierter der drei Bünde die Aufgaben des verstorbenen Vaters Ercole de Capoli als Kommissar von Chiavenna, Landrichter des Oberen Bundes, war auch Podestat in Morbegno (Sondrio) und Landammann zu Flims, verheiratet mit Dorothea Schmid von Grüneck.
      - Johann Gaudenz von Capol, Sohn des Benedikt, 1641–1723. Schulung in Chur. Landammann. Landrichter (1670, 1685, 1688, 1694, 1697 1706 und 1712). Vikar des Veltlins 1677. Landeshauptmann von Veltlin 1689, 1701 und 1707. Diplomat (Venedig, Wien, England, Holland), 1700 Baronet von England Wilhelm III. (Oranien), Ritter des S. Marci Ordens von Venedig, Erbauer des Flimser Schlössleins um 1682, Erneuerer des Schlosses Untertagstein bei Thusis um 1706. Verheiratet mit Amalie von Schorsch aus Splügen (gest. 1717). Johann Gaudenz war zusammen mit Adalbert Ludwig de Latour Anführer der neu gebildeten Franzosenpartei des Oberen Bundes um 1700–1706. Anführer der reformierten Truppen während des Sagenserhandels. Er starb kinderlos während einer Sitzung im Flimser Rathaus 1723. Seiner Nichte Maria, die mit Herkules Dietegen von Salis-Seewis verheiratet war, vererbte er das Flimser Schlössli. Sein Schloss Unter-Tagstein erbte seine mit Anton von Salis-Seewis verheiratete Nichte Margareta. 1707 errichtete er mit dem Kaiser, der Königin von England und den General-Staaten der Vereinigten Niederlanden ein Traktat wegen des Durchzugs ihrer Völker durch die Graubündnerischen Lande. Erwähnt als Richter und Landschreiber 1722 bei einer Taufe in Flims von Anna Ragetli (mit Herkules Dietegen von Salis-Seewis, Bundeslandammann).
      - Dr. Herkules von Capol (auch von Cappol oder Kapool), 1642–1706, Arzt und Offizier, zweiter Sohn des Benedikt v. Capol. Verheiratet mit Elisabeth Sprecher von Bernegg aus Luzein. 1684 Besitzer von Schloss Girsberg bei Guntalingen. Zusammen mit seinem Bruder auch Herr auf Schloss und Gut zu Untertagstein bei Masein. Evangelisch gesinnter Offizier in französischen, spanischen und holländischen Diensten (als Oberst einer Bündner Frei-Kompagnie ab 1693). Erwähnt in den Akten der Reichsgrafschaft Hohenems (Vorarlberg) um 1695 in Sachen «Geldforderung Storer in Feldkirch von Hohenems, um wieder seinerseits Oberst Capol vor dessen Abreise in die Niederlande bezahlen zu können». 1702 Bündnerregiment in Holland. 1706 Brigadier (holländischer General) in der Schlacht von Ramillies und gefallen bei der Belagerung von Menen im Zuge des Spanischen Erbfolgekrieges unter der Führung des Herzog von Marlborough. Herkules ist es zu verdanken, dass der Dreibündestaat 1693 in die Werbung eines Regimentes für die Niederlande einwilligte. Einen treuen Dienstbegleiter hatte der Oberst in der Person seines Vetters Kapitän-Leutnant Christoffel Schmid von Grünegg aus Ilanz, den er förderte. Zusammen mit seinem Bruder Johann Gaudenz und mit Hilfe von Zürich liessen sie die damals mehrheitlich reformierte Stadt Ilanz mit Mauern befestigen (siehe Wappen u. Inschriften am Stadttor Ilanz).
        - Dorothea von Capol, 1672–1718, erste Tochter des Oberst Herkules, verheiratet mit Georg Joachim Werdmüller (Werthmüller) von Oetlishausen im Thurgau, Sohn von Leonhard Werdmüller und Ottilia Zollikofer von Altenklingen. Georg Joachim diente ebenfalls kurze Zeit als Söldner um 1700 in Holland. Sie wird 1684 bei einer Taufe in Flims von Barbla Ragetli als Zeugin erwähnt.
        - Margaretha von Capol, 1675–1733, zweite Tochter des Oberst Herkules, verheiratet mit Anton von Salis-Soglio (1673–1735). Sie lebte zeitweise auf dem Schlossgut ihres Onkels Johann Gaudenz in Untertagstein bei Masein, dass sie nach ihrem Tod in Cläven ihrem jüngeren Sohn Herkules von Salis-Tagstein vermachte.
        - Maria von Capol, 1679–1715, dritte Tochter des Oberst Herkules, verheiratet mit Freiherr Herkules Dietegen von Salis-Seewis, Ur-Grossmutter des Dichters Johann Gaudenz von Salis-Seewis. Sie wird 1692 als Patin und Jungfrau (junge Edeldame) bei einer Taufe in Flims von Risch Ragetli erwähnt.
        - Luzia (Lucia) von Capol, geborene Cangina, wird 1728 bei einer Taufe in Flims von Andris Ragetli erwähnt
        - Balthasar von Capol, 1664 Säckelmeister in Sumvix (Somvitg), 1719 Podesta zu Teglio
          - Balthasar von Capol, um 1759 erwähnt bei einer Taufe in Flims von Jon Martin Ragetli.
          - Dorothea von Capol, geborene Domenig, um 1754 bei einer Taufe in Flims von Anna Ragetli erwähnt.

        - Amalia von Capol, verh. mit Martin Beeli von Belfort um 1722. Sie wird 1722 und 1749 als Podestätin bei einer Taufe in Flims von Anna und Greitli Ragetli erwähnt.

      - Julius I. von Capol, 1645-1731, wird 1684 bei einer Taufe in Flims von Barbla Ragetli als Landrichter erwähnt. Gattin: Regina v. Salis-Grüsch
        - Herkules von Capol, 1681-1746, wird 1692 bei einer Taufe in Flims von Risch Ragetli als Sohn des Podestaten Julius I. (1645-1731) erwähnt, war verheiratet Hortensia Besta aus Teglio (nach: Stammtafel Capol von Gieri Casura, erstellt 1924, heute im StAGR). 1711 Podestat in Trahona. Gestorben 1746. Verheiratet mit Catarina de Normandie, Taufe des Sohnes Tomas in Den Haag (Gravenhage) 22. Januar 1706.
        - Raget (Rigett) von Capol, Fähnrich in Holland um 1726
        - Magdalena von Capol, sie wird 1692 als Jungfrau bei einer Taufe in Flims von Risch Ragetli erwähnt.
        - Julius II. von Capol 1688-1746, Ammann zu Flims 1712. Landrichter 1742–1743. Erbte ein Teil des Schlosses Wyneck in Malans von Herkules von Salis-Grüsch  zusammen mit seinem Bruder Rigett. Beschwörer des erneuerten Bundesbriefes. Hauptmann in französischen Diensten. 1742 Landrichter des Oberen Bundes. 1737 gibt es einen Vertrag zur Auszahlung seiner Brüder Rigett, Herkules und Abundius.
          - Margaretha von Capol, wird 1732 als Jungfrau bei einer Taufe in Flims von Cuonrat Ragettli erwähnt.
          - Jules III. von Capol, 1711–1766, geboren in Teglio im Veltlin, Capitain in Frankreich, verheiratet mit Hélène Catherine Reichshofer aus Strasbourg. Vater der französischen Capol-Linie (siehe dort).
          - Daniel von Capol, aus Flims, 1722–1797, Landammann, Landrichter (1757–1758, 1772–1773, 1787–1788), Landeshauptmann, Hauptmann des Regiment Travers in Frankreich. In einem Strafgericht 1794 verurteilt im Zusammenhang mit der Zollpachtaffäre als Hauptschuldigen wegen Entgegennahme von Pensionen. 1797 in Chur gestorben. Wohltäter von Kirche und Schule in Flims. Er sprach wie seine Vorfahren Rätoromanisch, was ihm in diplomatischen Diensten Vorteile verschaffte.
          - Philipp von Capol, geb.1713 im Veltlin, trat jung ins holländisches Militär ein, Offizier im Regiment von Oberst Planta um 1731, Capitaine-lieutenant; Verwundeter; Heirat 1746 in der Zurlaubiana: Acta Helvetica erwähnt. Gattin: Gertrude de Walwick von Breda: hinterliess bei seinem Tode in Utrecht 1794 noch zwei minderjährige Töchter.

        - Abundius von Capol, in niederländischen Diensten, Sohn des Julius I.

  - Joseph von Capol, Landeshauptmann im Veltlin 1611–17, wurde als Freund der Spanier von den Strafgerichten in Thusis (1618) und Davos (1620) angeklagt, gefoltert, mit 5000 Dukaten gebüsst und verbannt. Am 3. Oktober 1621 wurde Capol auf Befehl von Georg Jenatsch in seinem Haus in Flims im Bett erschossen und dessen ganzer Hausrat geplündert. Nach anderen Quellen wurde Joseph von Jenatsch nach einem Streit vor seiner Haustüre mit dem Säbel erstochen bzw. auf der Freitreppe seines Hauses von Anhängern von Jenatsch erschossen. Einige Zeit nach der Mordtat wollten die Attentäter über den Panixerpass fliehen, wurden jedoch durch einen Sturm aufgehalten und von «kaisertreuen» Bauern daran gehindert.
    - Sebastian (Baschlij, Bastian) v. Capol, Sohn des Landeshauptmannes Josef v. Capol aus Flims, studierte 1616 bei Kaspar Waser an der Theologischen Hochschule Zürich.

### Schamser Linie (reformiert)
Nachkommen des Ulrich Rigett von Capol.
- Johann (Hans) von Capol, Flims, Erbauer des Hauses Capol in Andeer um 1599, Landammann 1602/03 und 1607/08 und 1610/1611, 1620 Podestat zu Tirano, 1620 Opfer des Veltlinermordes bzw. vom Anführer des Kettenbundes Georg Jenatsch ermordet. Sohn des Rigett aus Flims. Förderte 1601 die Trennung der reformierten Kirche Andeer von der Pfarrei Zillis. Nach Capoliana durch Heirat mit der begüterten Catharina Mattli im Schams wohnhaft geworden und Erbauer des stattlich verzierten Capol-Hauses in Andeer, das durch den Bündner Lehrer und Maler Hans Ardüser 1614 ausgeschmückt wurde. Eine Wappenscheibe im Rätischen Museum Chur zeigt sein Porträt in barocker Manier als tüchtigen Kriegsmann und Jäger (Titel: Hans von Cappal 1603).
  - Ragett (Raget) Johann von Capol, Landschreiber 1627. Verheiratet mit Catharina (da Capaol), 1631, Schams, Andeer. Kinder: Ragett Johann v. Capol und Barbara v. Capol. 2. Februar 1636 verkauft Johann Gaudenz Schmid v. Grüneck, Landammann zu llanz und in der Gruob und Vogt der Kinder von Ammann und Podestä im Schams, Johann v. Capol, im Namen seiner Vogtkinder den Kornzins von 18 Viertel* Gerste in Tomils im Ortensteiner Gericht dem Dietrich Jegli [Jecklin] v. Hochrealt, Landammann des Gerichtes Ortenstein.
    - Barbara von Capol, um 1631
    - Ragett Johann von Capol, um 1631
      - Johann Willy von Capol, hat 1733 ausstehende Guthaben von Wachtmeister Luzi von Capol, die er via Landammann Clopat Marchion einzubringen versucht. Luzi zahlt darauf die Schulden in Gegenwart seiner Schwester Anna Barbla und seines Schwagers Andrea Fopper.
      - Anna Barbla Capol, um 1733, verh. mit Andrea Fopper
      - Luzi (Ludwig) von Capol, Wachtmeister 1731
- Ursula (Urschla) von Capol (Cappol), verheiratet mit Johann Marchion um 1675 im Schams, Hat Anteile am Bad Schams. Schwester von Herkules von Capol.

### Churer Linie (reformiert)
Nachkommen von Wolf Georg von Capol von Flims.
- Luzi von Capol (15xx–1570), Landvogt in Maienfeld 1531, Erbauer des Hauses Planaterra um 1533, latein. Schulmeister.
  - Luzi von Capol (1545–163x), Sohn von Luzi v. Capol, erwarb 1558 das Bürgerrecht von Chur. 1616 Rector der Stadtschule. 1639 Bürgermeister von Chur. 1626 Jörg Hosang und seine beiden Söhne Peter und Jakob, Bürger zu Chur, verkaufen dem Meister Christen Bawert und seiner Ehefrau Elsbeth Stiffler, Bürger zu Chur, für 1000 Gulden Churer Währung eine 4 Mannmad grosse Wiese in Chur auf Daleu. Diese grenzt gegen Morgen und Abend an die Wiese von Stadtvogt Luzi v. Capal, gegen Mittag an jene von Ammann Hans Capell und gegen Norden an die Wiese von Junker Zacharias Damur. Luzi v. Capal und die Domherren haben das Wegrecht. Zu Zinsen sind den Armen der Stadt jährlich 12 Pfund Pfennig.
    - Cathrina von Capal, 1630 Zunftmeister Christian Hosang, Rat der Stadt Chur, und seine Ehefrau Cathrina v. Capal verkaufen Hauptmann Johannes Tscharner, Stadtschreiber zu Chur, und seiner Ehefrau Ursula Clerig für 1200 Gulden R. Churer Währung 2 Mal Weingarten mit zugehörenden Torkelrechten beim Untertor in der Lachen. Der Weingarten grenzt morgenhalb an einen gemeinen Weg, mittaghalb an das Weingut der Erben von Zunftmeister Luzi Heim, abendhalb an die Landstrasse und mitternachthalb an den Weingarten des Käufers.

  - Herkules (Härtli) von Capol, Chur, 1620 Stadtschreiber von Chur und Bundesschreiber des Gotteshausbundes, verh. mit Verena von Florin, Stammvater der Ulmer Linie, Sohn von Luzi sowie Bruder von Dietegen
  - Johann Dietegen von Capol, Chur, † 1631, Zunftmeister. Georg Heim und Michel Gadient als Erben von Ludwig Theus, sowie Caspar Lareyden und Hans Michel in Masans, alle Bürger von Chur, verkaufen 1631 an Junker J. Dietegen von Capol und Meister Balthasar Theus gegen Masans gelegen: 1. ein Haus und einen Stall, 2. ungefähr 1/4 Mal Weingarten, 3. den Einfang Schlegel, bestehend aus drei Mannmat Wiesen und etlichen Weinreben, 4. ungefähr ein Mal Acker in den Lösseren, 5. mehr als 1/2 Mannmat Wiesen in der Prasserie, 6. zwei Mannmat Wiesen in den Pöschen und 7. ein Stück Hanfland in der Auer für 752 Gulden Churer Währung.
    - Johann von Capol (1608–1660), Rektor in Chur
      - Luzi Florian von Capol, 1765 Statthalter des Hochgerichts Disentis

    - Maria von Capol, verh. mit Andres (Andreas) Thürr (Dürr) in Chur. Verkaufen um 1635 dem Oberzunftmeister Daniel Heim Wiesen unter der Stadt Chur auf Dyleauw (Daleu) gelegen.

### Münstertaler Linie
Nachkommen von Hertli von Capol aus Trin
- Oswald von Cappol (benannt nach Ulrich Oswald von Marmels, Vogt von Ortenstein), um 1522 in Müstair erwähnt.
  - Sebastian v. Capol, stand in verwandtschaftlichen Verbindungen mit Rudolf von Planta und diente als katholischer Verwalter im Münstertal.
    - Sebastian Capol († 1664), Dr. theol., 1607 Vikar in Mals, dann tätig in Tomils 1634-39, Obervaz 1640–1642, ab 15. September 1642-1657 katholischer Pfarrer in der Pfarrkirche St. Maria in Mals (uxor quondam Nicolai de Capol), dann in Müstair 1658–1662, 1661 Dekan u. Kanoniker in Chur. Pflegeeltern waren: Cla Jung-Keller, verh. mit Chatrina Carl.
    - Chasper Jung de Capol † starb 1630 an der Pest in Müstair
    - Oswalt Jung de Capol (v. Cappal), † 3. Juni 1667, Podestat in Bormio 1641–1642 und Teglio, Klosterprobst, Epitaph im Kloster St. Johann Müstair Er war mit Caterina von Imeldi, Tochter des Arztes Gioachimo Imeldi aus Bormio, verheiratet. Das Allianzwappen ist über dem Torbogen des von ihm erbauten bischöflichen Zollhause der Chasa Capol mit der Jahreszahl 1651 sowie auf dem Grabstein im Kloster St. Johann Müstair sichtbar. Das Wappen der Imeldi zeigt ein Antoniuskreuz ähnlich dem Wappen des Klosterlechfeld. Er war Erbauer der Chasa Capol in St. Maria 1651 und hinterliess Notizen zu seinen Nachfahren (heute im Archiv cultural von Strada).
      - Sebastian von Capol (1651 - 1702) aus Sta. Maria, Podestà in Morbegno 1671, wo er religiöse Zwiste antrifft. Hauptmann in Genau, Sindicator (Bürgermeister) und Richter im Münstertal. 1677 Ausbau der Chasa de Capol in Müstair. 1682 Gesuch an Drei Bünde wegen Seuchendienst im Tal. Er ist auf dem Epitaph seines Vaters Grab Oswald v. Cappal kurz verewigt. † 10. April 1702. Die Gattin Nesa (Agnes) von Planta († 1. Mai 1703) aus Genova ist auf einem Epitaph am Kircheneingang von Sta. Maria Val Müstair verewigt.
        - Sebastian von Capol, 1701 als Bediensteter der adligen Familie von Salis in Chur ermordet (eventuell aus der Flimser Linie abstammend)
          - Sebastian von Capol, 1753 Landammann des Hochgerichts Münsterthal
            - Petrus Sebastianus de Capol, Sta Maria, 1728–1832, Komponist (unbelegt)

          - Jakob von Capol, 1765 Landammann des Hochgerichts Münsterthal, unterstützt die Münstertaler 1734 beim Loskauf von den Habsburgern.
          - Jacob de Capol (1729 - 1807), Sohn von Jon Capol u. Catrina Gallus Valchava, evang. Pfarrer in Cierf und Fuldera, wo er ab 1759 für die Reformierten tätig ist. Heirat 1768 mit Elisabetta de Egen. Autor romanischer Schriften um 1770, die er auf eigene Kosten drucken lässt. Autor des Buches "Nomenclatura Romanscha et Todaischa, fatta in adoever et benefici della Christiana juventüna […] vengien ûn dobel, früt et profit à pudair tour cioe sper ,lg exercizi nella Lingua Todaischia".

      - Balthasar von Capol (1677 - 1729). Kadett in franz. Diensten Louis XIV. im Freiregiment Stuppan unter Brigadier Joh. Baptist von Salis und Hauptmann v. Mont bis 1701. Nach seiner Rückkehr heiratete er 1703 Barbara v. Planta-Wildenberg (Tochter des Ambrosi v. Planta). Der glücklichen Ehe entsprossen fünf Söhne und zwei Töchter.
        - Baldessar (Balthasar) de Capol, Souverain in Sta. Maria i.M. Er lässt 1811 durch Frantichaisg Christoffel einen Capolischen Stammbaum erstellen (Manuskript heute im Archiv cultural von Strada).
        - Nutal (Johann bzw. Jon in Vallader) Capol, ref., Ftan, verheiratet mit Ursula Schucan. Tischlermeister.
          - Andrea Capol (Andreas Cappohl), ref., geb. 29. August 1781 in Ftan, † 7. Mai 1820 bzw. 2. Juni 1820 in Marienwerder. Bürger und Konditor (siehe Zuckerbäckerfamilie Schucan aus Zuoz). Seine Frau Caroline Grzan, geb. 1785 aus Garnsee, verstarb am 8. September 1852 an Altersschwäche mit 72 Jahren in Marienwerder.

      - Oswald de Capol (geb. ?  † 1708) hatte viele weiblich, jedoch keine männlichen Nachkommen.
        - Zillia (Cäcilie de Capol), Tochter des Oswald (geb. 28. März 1638), hatte fünf Schwestern und einen Bruder Nicolaus (geb. 22.10.1635) in Sta. Maria.

      - Nikolaus de Capol (geb. 1685) Bruder von Oswald und Balthasar.
        - Ignaz Nicolaus de Capol aus Müstair (Theologe). Im Jahr 1732 wird eine unbezahlte Schuld seines Studiums in Dillingen reklamiert. 1728 hatte er im Seminar Santa Barbara in Wien studiert, um später 1737-58 in Taufers i. Münstertal (italien.: Tubre) als tüchtiger Priester zu wirken.
        - Joseph Benedikt de Capol um 1728, beteiligt sich beim Verkauf und Rückkauf des Münstertals aus herrschaftlichen Rechten.
        - Heinrich v. Capol (um 1740 Kirchenvogt in St. Maria).
          - Gobert Magnus (vulgo Maini) von Capol, 1803 in Valchava.
            - Nikolaus Benedikt von Capol, † 1828, letzter katholischer Bürger von Sta. Maria und Podestat. War mitbeteiligt an der Entscheidung bei der Absage der Drei Bünde, dass Gemeinde Obervaz 1723 keine Veltlinämter zukommt. Nach dem Tode seiner Gattin von Anna von Capol-Maurer 1838 ging das katholische Pfarrhaus (ehemals dem Domkapitel Chur gehörig) von Sta. Maria 1848 an die Reformierten über. 20 % der damaligen Einwohner lebten schon in der Fremde und darunter alles Katholiken.
              - Unbekannt
                - Maini Capol Bass, Valchava

### Andiaster Linie (katholisch)
Nachfahren des Dr jur. Herkules Hieronimus aus Flims
- Herkules Hieronimus (romanisch: Geronna) von Capol, 1653 (Tod des Vaters) von Waltensburg in die Grafschaft Thurgau (bei Mammern) ausgewandert, wo er sein Glück als Negociant suchte. Diese Abwanderung steht eventuell im Zusammenhang mit der Übernahme des Landschreiberamtes Thurgau durch Wolfgang Rudolf Reding von Biberegg sowie dessen Übernahme der Herrschaft Mammern von den Herren von Roll im Jahre 1667. Ludwig von Roll starb 1652. Hieronimus gilt als Stammvater aller heutigen von Andiast stammenden Capol.
  - Ulrich von Capol, Stifter einer Kapelle in Andiast um 1738
    - Maria Elisabeth von Capol, Andiast, verheiratet mit Gion Teodor de Castelberg um 1775
    - Joseph Capol, Nachfahre des Thurgauer Mercators Hieronimus (romanisch: Geronna), lässt sich um 1755 einen Bürgerbrief von Waltensburg ausstellen für «Wyb und Kinder». Da katholisch, stellte ihm die katholische Behörde von Andiast/Ruis einen solchen aus.
      - Joseph Capol jun. aus Mammern, Mercator und Wirt im Klosterbetrieb von Rheinau, bei seiner Geburt 1763 stirbt seine Mutter Maria Barbara Stähelin aus Fischingen 38-jährig. Dies veranlasste ihn später die bündnerische Heimat aufzusuchen.
      - Johanna Franziska Capol aus Mammern, 1760-1824, war verh. mit NN.Schranz aus Wengenreute (Bad Wurzach), lebte bis 1824 als Witwe in Zürich und ist als gläubige Christin im Kloster Fahr beerdigt worden.
      - Viktoria Veronica Capol, geboren 1762 in Mammern, Leben unbekannt.

    - Michael von Capol, 1721–1794, Deszendenz unklar, wohl aus Mühlrüti stammend.
      - Johannes Michael Capol, 1765–1847, aus der Linie des Joh. Kaspar Capol aus Mühlrüti (Hof Chechbrunnen) und der Maria Magdl. Wittau, wohl verheiratet in zweiter Ehe 1825 mit Maria Josefa Ott aus Nendeln FL, war Wirt und Marcator in der Thurgauischen Grafschaft, liess sich als Nachfahre des Hieronimus v. Capol 1796 ein bürgerliches Leumundzeugnis in Bünden ausstellen und wirtete erfolgreich in Zizers.
        - Johann Michael Capol, 1828–1834, Zizers
          - Michael Capol, 1859–1937, Zizers
            - Michael Capol, 1888–1946, Zizers
            - Georg Capol, 1893–1945, Zizers und Landquart

        - Johann Georg Capol, 1829–1850, Zizers
        - Andreas Capol, 1834–1893, Zizers, verheiratet mit Amatia Willi aus Mels
          - Andreas Capol, 1864–1940, Zizers. 1901 Abmachung zwischen Andreas Capol einerseits und Wilhelm Schmidle andererseits betreffend Aufnahme von Magdalena Capol als Pflegekind durch Wilhelm Schmidle (gegen monatlichen Entschädigung von Fr. 10.-).

        - Maria Lucretia Crescentia Capol, 1836-?
        - Anna Maria Josefa 1831–1846
        - Maria Elisabetha Josefa Capol, 1826–1874

      - Johann Alois (Aloys) Capol, Eschenz TG, starb am 27. Juli 1830 während der Julirevolution in Paris

    - Fabia Capol, 1723–1767
    - Risch Capol, 1725–1791
    - Leonz Capol, 1729–1802
      - Joseph Leonz Capol, 1756–1835
        - Leonz Capol, 1788–1851
          - Johann Georg Leonz Capol, 1824–1899, Zizers und Pfäfers, verheiratet Anna Grest, Bündner Teilnehmer am Sonderbundskrieg, kehrte verletzt zurück nach Zizers.
            - Leonz Capol, 1853–1935, Zizers

    - Johann Baptist Capol, Andiast, um 1732

### Ulmer Linie (reformiert)
Nachfahren des Herkules von Capol, Chur:
- Johann (Hans) von Capoll, Chur, * 1590; † 13. Oktober 1659 Ulm, Sohn des Herkules der Churer Linie, 1637 Ingenieur und Festung Zeugwart in Ulm, verh. mit Magdalene Frenklin
  - Balthasar Hercules von Capoll, Ulm, * 1622; † 17. April 1712, Handelsmann und Krämer, verh. mit Anna Katharina Kress (Tochter des Johann Marx Kress).
    - Anna Sabina von Capoll, Ulm, 15. April 1642 – 11. Oktober 1712, verheiratet mit Johann David Miller (Krämer) in Ulm um 1660
    - Johann Jacob von Capoll, Ulm, * 23. Januar 1648; † 1720, verh. mit Maria Dorothea Hocheisen
      - Katharina Barbara von Capoll, Ulm, * 16. August 1684 oder 6. August 1684; † 17. Mai 1723 Münsingen bei Ulm, Tochter von Johann Jacob.
      - Balthasar Herkules von Capoll, um 1700
        - Balthasar Herkules von Capoll, um 1750, verh. mit Ephrosyna Regina Maurer
          - Elisabeth Dorothea von Capoll, Ulm, getauft 26. November 1751, Tochter von Herkules

        - Johann Christian von Capol, geboren 1710, Sohn des Balthasar Hercules von Capol, verheiratet mit Anna Katharina Appollonia Peschik von Komarow
          - Maria Anna Walpurga Elisabeth von Capol (1753–1820), Tochter des Johann Christian von Capol, vor 1782 verheiratet mit Albert Ferdinand Freiherr von Sterndahl (1730–1804) in Böhmen.

      - Johann Marx von Capoll, Gutfertiger, verh. mit Sibylla Rosina Gatter
        - Johann Marx von Capoll,
          - Johann Marx von Capoll, * 1749, † 1809, verh. mit Johanna geb. Wöhrlin von Wöhrburg. 1779 Actuar beim Pflegamt, 1804 Stadtgerichtsrat von Ulm.
            - Sibylla Rosina Capol, Taufe 10. Mai 1775, Ulm, Tochter des Johann Marx
            - Barbara Cappoll, Taufe 23. Juni 1776, Ulm, Tochter des Johann Marx
            - Christophina Friderika Capoll, getauft 22. April 1791 Tochter des Johann Marx Capoll Pflegschreiber in Ulm und der Susanna Maria geb. Wöhrlin. Taufpaten: Theodosius Marx Freiherr von Welser, des geheimen Raths, Herrschaftspfleger und Kriegsrath, bzw. an dessen Stelle dessen Sohn Christoph Friedrich Freiherr von Welser sowie Susanna Maria, des Rathsälteren Christoph Erhard von Besserer Gemahlin.
            - Anna Magdalena Capoll, getauft 25. September 1796, Tochter des Johann Marx Capoll Pflegschreiber in Ulm. Taufpaten: Theodosius Marx Freiherr von Welser Rathsälterer und Susanna Maria von Besserer verwitwete Alterfrau
            - Johann Christoph Capoll, Ulm, * 16. Juni 1781, Sohn von Johann Marx, Oberjustizprocurator beim königl. Gerichtshof des Donaukreises, Autor der Geschichte teutscher Nation um 1814 oder Die Justiz-Verweigerung des königl. Obertribunals und die nichtigen Proceß- und Gant-Erkenntnisse aller drei Instanzen in der Rechtssache zwischen Holl u. Schwenk in Ulm um 1848
              - Ottilie Capoll, Stuttgart, 1821–1896
              - Johann Christoph Capol, Ulm, Mieter “Auf dem Jugendhof” 1836. Kaufmann, 1843 Mitglied im Verein für Kunst und Alterthum in Ulm und Oberschwaben unter dem Protektorat des Kronprinzen Karl von Württemberg.
                - Adolf Capoll, Württemberg, geb. 1853, Offizier im Infanterie-Regiment Kaiser Friedrich König von Preußen (7. Württembergisches) Nr. 125.

              - Maximilian Christoph Capoll, 1783–1831, Oberzollverwalter in Heilbronn, Vater von Julie Capoll und Sohn von Johann Marx. Verheiratet mit der Hofsilberschmiedstochter Wilhelmine Sick.
                - Julie Capoll, Kirchheim, 1816–1904, Mutter von Max Eyth.
                - Wilhelmine Capoll, geb. 1817.
                - Amalie Capoll, 1818–1893, verh. mit Albert Steudel, Professor und Stadtpfarrer in Ravensburg.

              - Erhard Friedrich Capoll, Ulm, Sohn von Johann Marx, Taufe am 16. Februar 1784.
                - Hugo Capoll, 1817–1880, Oberförster in Güglingen, hat eine Übersicht über den Schwäbischen Zweig der Familie Capoll von 1611 bis 1826 erstellt, welche im Stadtarchiv von Ulm als Nachlass aufbewahrt wird.
                  - Carl (Karl) Friedrich von Capoll, Ulm (Söfingen), (1847–1914), Oberst, Ersteller der Capoliana (heute im Staatsarchiv Graubünden), lebte zeitweise in Flims in seinem stattlich renovierten Ferienhaus seiner Ahnen (Haus neben Hotel Bellevue mit Capol-Erker und ehemaligem Capolgarten).Er war der letzte Vertreter der Ulmer Capoll-Linie und starb als Veteran freiwillig im Ersten Weltkrieg. Seine Stellung war die eines Oberstleutnants und Bataillonskommandeurs im Württembergischen Landwehr-Infanterie-Regiment Nr. 121. Er fiel am 3. November 1914 in der Schlacht beim Barrenkopf bei Hohrodberg in den Vogesen. Zu seinen Ehren wurde ihm ein schönes Grabmal erstellt.

              - Juliane Capoll, Ulm, Tochter von Johann Marx, Taufe um 8. April 1785.

      - Johann Ulrich von Capoll, Öllingen, um 1700, Knopfmacher, verh. mit Dorothea Rinninger.
        - Johann Ulrich von Capoll, um 1720.
          - Catharina Waldburga von Capoll, Ulm, getauft am 21. Mai 1731, Tochter des Johann Ulrich.
          - Johann Ulrich von Capoll, um 1730.
            - Anna Maria Sabina von Capoll, Öllingen, getauft am 14. März 1770 in Ulm, Tochter des Johann Ulrich.

### Frankreich-Linie
Nachfahren des Julius I. von Capol, Flims:
- Philipp Jacob Gottfried de Capol, geb. 1757 in Strassburg, zweiter Lieutenant um 1784 und Capitain bis 1805. Dann befördert zum Major im Regiment von Rolle um 1805. Er diente als Nachfolger von Graf Charles-Emannuel de Rivas als Major im englischen Regiment v.Roll. Lieutenant der Garde und Ritter des Militärverdienstordens 1792. Quittiert 1814 als Oberst im Regiment von Roll. Diente 1816 bei Ludwig XVIII als Maréchal de Camp.  Heirat am 14. Dezember 1805 mit Helena Hay de Walker aus Edinburg in Gibraltar. Er starb 1828 in Paris kinderlos.
- Carl Hercules de Capol, 1755-1813, geboren in Strassburg, Dienst im Regiment Salis-Marschlins, dann im Württembergischen Infanterie-Regiment 1787-91, 1792 den Dienst quittiert und nach Chur gezogen, wo er als Französischlehrer an der Bündner Kantonsschule wirkte. Er war unverheiratet.
- Jules Daniel de Capol, 1749–1817, Paris und Chur. Hauptmann des Regimentes Salis um 1793. Major in der französischen Armee 1793–1797. Aide-de-camp von Comte d’Artois Karl X. 1799 angeklagt vor dem Direktorium wegen Verrats für Österreich denunziert durch einen Landsmann, später freigelassen. 1806 beteiligt er sich ab Marseille beim napoleonischen Spanien-Feldzug der Schweizer Regimenter. 1813 Kommandant bei der Verteidigung von Sélestat. 1814 Rückkehr nach Bern, wo er im Grad eines Majors das eidgenössische Heer im neu gebildeten General-Depot anführt.
  - Jules-Daniel de Capol, 1749-1823, Baron. 1761 Fähnrich im Regiment v. Salis. Als Ritter des Militärverdienstordens 1792 verabschiedet. 1814 Mitglied als Major der Ehrenlegion von Ludwig dem XVIII. Oberstleutnant im französischen Militär bis 27. April 1815. Heirat in Metz 1809 mit Anne-Marie-Michel Mozetter. Sie hinterliessen zwei Töchter mit Namen Anne Marie Julie (geb. 1809 in Metz) und Isidor Jeanne de Capol (geb. 1813 in Lauterburg), sodass der Mannesstamm erlosch.
    - Phillipe Auguste de Capol, geb. 1789 in Paris, gest. 1865 in Arques, Baron. Verheiratet mit Rose Flore Gomer (1794–1828).
      - Philippine Flore de Capol, geb. 2. März 1822 in Aire-sur-la-Lys, gest. 10. Juni 1888 in Paris, Watten, verheiratet mit dem Industriellen Adolphe Antoine Aimable Vandesmet (filature de lin).
        - Jeanne Anne Marie de Capol, 1878–1934, Angers und Watten, verheiratet in zweiter Ehe mit Gaston Vandesmet (Sohn von Adolphe Antoine Aimable). Foto als Kind vorhanden (aufgenommen vom ehemaligen Fotoatelier Berthault fils aus Angers)
        - Andréa Emilie Augustine de Capol, Pas-de-Calais. Sie starb am 4. Mai 1897 beim Brand des Bazar de la Charité. Verheiratet mit George William Huggins um 1881.

      - Gustave Auguste de Capol, geb. 2. Juli 1838 Saint-Omer, gest. 13. November 1903 Saint-Omer. Autor von Le Phylloxéra et les vignes en cheintres (Reblaus und Weinstöcke in Cheintres) im Bulletin de la Société Industrielle et Agricole d’Angers et du Département de Maine et Loire (1884), von Le Mildiou (Mehltau) (1888) sowie Voeu relatif au projet sur les bouilleurs de cru (1888), De la ligature au bouchon (Drahtverschlusskappe) (1891), Quelle est la meilleure greffe? (Pfropfung) (1891), Chanvre et engrais chimique (Hanf und Kunstdünger) (1893). Verheiratet mit Antoinette Jeanne Myonnet (1843–1914) aus Angers.
        - J. de Capol, Calais, Autor des Buches Guide de l'excursionniste (recommandé aux cyclistes) dans les cantons de Calais, Guines, Ardres, Audruick, avec des notes historiques, archéologiques, pittoresques, scientifiques
        - Auguste Georges de Capol, vermisst 1962 während des Algerienkrieges
          - M. Pierre und Elizabeth de Capol, gestorben 26. März 1962, Opfer des Algerienkrieges beim Massaker in der Rue d'Isly Algier.

      - Eugène Philippe Auguste de Capol, geb. 1. April 1825, verheiratet mit Elise Pauline Desjardins.
        - Ernestine Philippine Gabrielle de Capol, geb. 1866 in Hazebrouck, gest. 30. August 1898 in Clamart.
        - Laure Flore Rose de Capol, 1851–1932, Lille
        - Blanche Elise Adèle de Capol, 1850–1891
        - Elise de Capol 1855-??? (Porträtfoto des Fotoatelier Ad. Braun & Cie. aus Paris in französischen Archiven vorhanden)
        - Jules Eugène Léopold de Capol 1856-

## Ämter
Die Capol dienten als Ammänner von Flims. Daneben waren sie innert 30 Jahren 10-mal Landrichter im Grauen Bund, Vögte für den Bischof von Chur, Podestat/Vikar/Kommissar/Landeshauptmann im Veltlin, militärische Führer, Diplomaten, Stadtschreiber von Chur, Bundesschreiber, Bürgermeister und Delegierter der Drei Bünde.

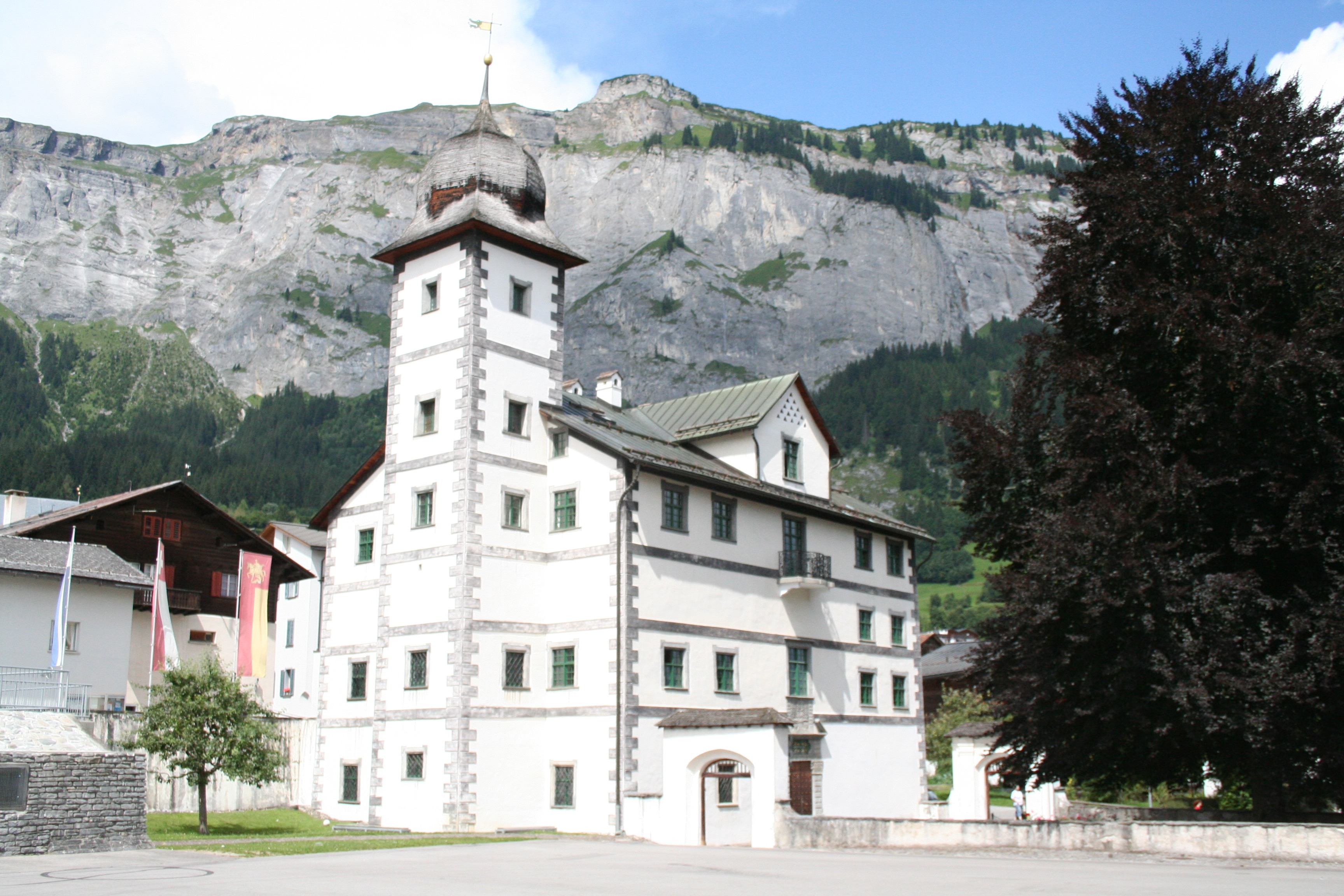
Schlössli Flims

## Besitztümer
Die Capol besassen verschiedene Besitztümer im Kanton Graubünden wie das heutige Hotel Bellevue (erbaute einst Rigett v. Capol) und das Schlössli Flims, das Antistitium und das Haus Planaterra in Chur, das Schloss Untertagstein bei Thusis die Burg Ringgenberg, Schloss Rietberg und Burg Löwenberg sowie Schloss Wiesberg im Vinschgau. Johann Gaudenz v. Capol vermachte, da kinderlos, das Schloss und Gut Unter-Tagstein an die Nichte Margareta (verh. Salis-Soglio), und das Flimser Schlössli an Maria (verh. Salis-Seewis), Töchter seines Bruders Oberst Dr. Herkules v. Capol.

## Söldner/Soldaten
Die Capol dienten als Soldaten im Dienste von Italien, Österreich, Frankreich, Spanien und Holland. In Holland gab es im 17. Jahrhundert ein Regiment Capol.
Ein Capitaine de Capol (wohl: Philipp de Capol, geb. 1713) der Schweizer Garde soll bei der Erstürmung der Tuilerien 10. August 1792 gestorben sein. Ein Korporal namens Johann Alois Capol (aus Eschenz TG stammend) verstarb am 27. Juli 1830 zusammen mit 84 weiteren Schweizer Söldnern als Opfer der Restaurationswirren anlässlich der Julirevolution von 1830. Sie wurden drei Tage später vor den Kolonnaden des Louvre bestattet. Es war dies das Ende der 300-jährigen Geschichte des eidgenössischen Söldnertums in Frankreich. Ein Wachtmeister Capol aus Zizers zog als einziger Katholik von Chur aus mit der Kompagnie Möhli in den Sonderbundkrieg nach Luzern. Er wurde am 23. November 1847 durch einen Schuss in den Arm verwundet und kampfunfähig gemacht. Er wurde später gut kuriert und lebte wieder gesund in Zizers. Der in München lebende Carl v. Capoll (1847–1914) aus der deutschen Capoll-Stammlinie von Ulm fiel 1914 heldenhaft im Ersten Weltkrieg. Er hinterliess dem Staatsarchiv Chur eine genealogische Sammlung (Capoliana) der Familien Capaul/Capol.

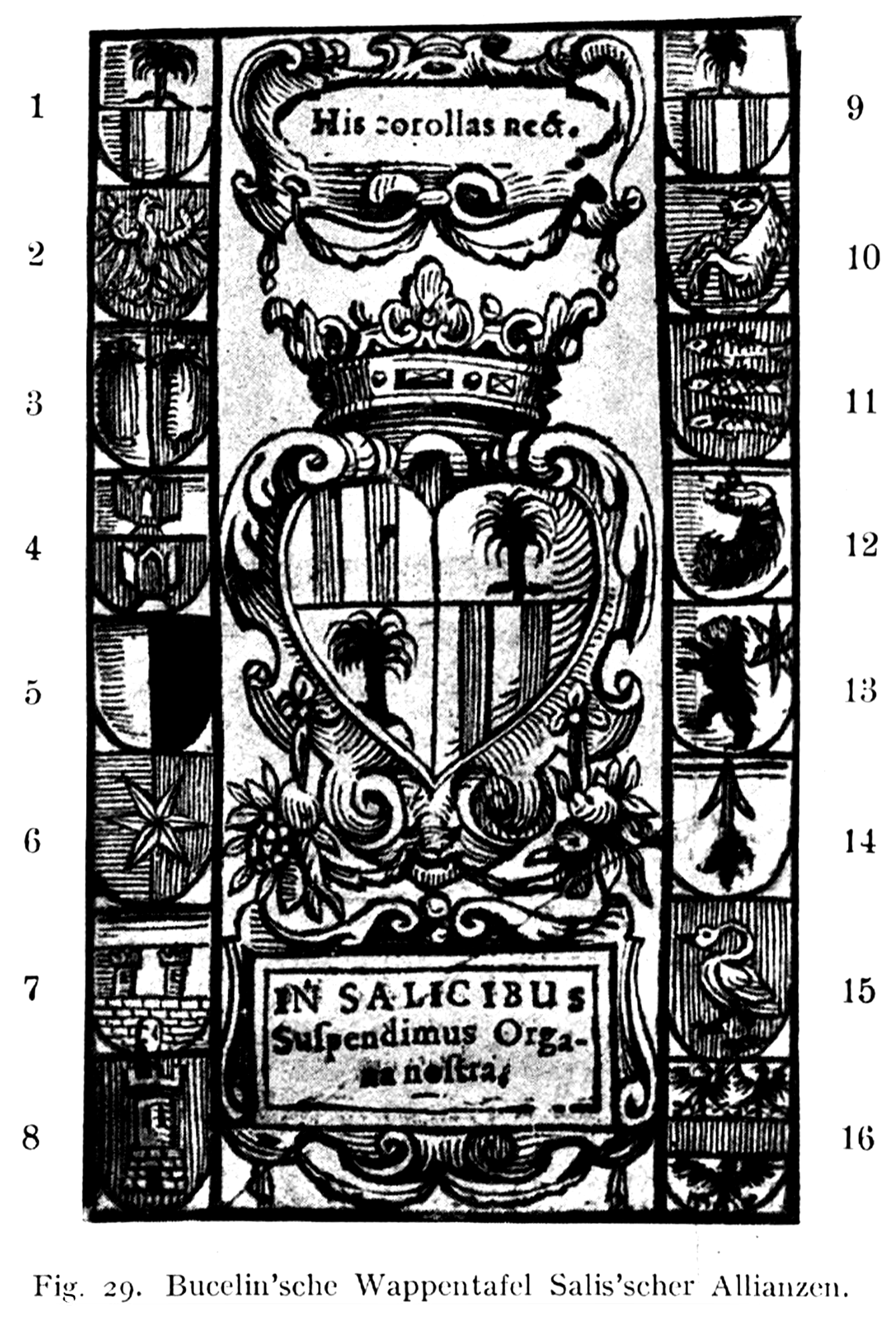
Allianzwappen der Salis

## Beziehungen
Die Capol hatten Beziehungen zu allen wichtigen Adelsgeschlechtern von Graubünden. Durch Heirat waren sie vernetzt mit folgenden Eliten des Dreibündenstaates: Sax-Misox (kath.), Iter (kath.), von Puntinger (kath.), Fontana (ref.), von Salis-Seewis (ref.), von Salis-Soglio (ref.), von Salis-Grüsch (ref.), von Mont (kath.), von Lumerins (kath.), Beeli von Belfort (ref.), von Castelberg (kath.), von Cabalzar (kath.) von Florin (kath.), von Montalta (kath.), von Jochberg (kath.), Schmid von Grüneck (ref.), von Jecklin (ref.), von Travers (ref.), Sprecher von Bernegg (ref.), von Schorsch (kath.) und den von Planta (ref.) liiert. Weiter mit den Tschudi (kath.) aus Glarus und den Werdmüller (ref.) aus Zürich.

## Heutige Verbreitung
Eine Vielzahl der heute in der Schweiz lebenden Capol haben den Bürgerort Andiast in der heutigen Grossgemeinde Breil/Brigels. Sie stammen ab von derselben Familie. Sie sind über die ganze Schweiz verteilt. Man findet diesen Familiennamen auch in Deutschland, Malaysia (Penang) und in Frankreich (de Capol) mit Namensveriationen, am häufigsten "Capaul" lautend.